# ニュルンベルク
ニュルンベルク（標準ドイツ語：Nürnberg [ˈnʏrnbɛrk] ( 音声ファイル)、バイエルン語：Niamberg、上部フランケン語（東フランケン語）：Nämberch）は、ドイツ連邦共和国南部に位置し、バイエルン州のミッテルフランケン行政管区に属する郡独立市。
人口50万人を超えるバイエルン州第2の都市（ドイツ全体では14番目）である。隣接するフュルト、エアランゲン、シュヴァーバッハとともにフランケン地方の経済的・文化的中心をなしている。
中世から続く伝統ある、ドイツ史にとって極めて重要な都市である。神聖ローマ帝国の帝国会議が最も多く開かれ、歴代の神聖ローマ皇帝が居住・滞在したニュルンベルク城を有し、神聖ローマ皇帝の正当性を証する帝国宝物（「帝国権標」、「戴冠式装束」、「帝国聖遺物」）が保管された。また、19世紀のドイツ統一を主導したホーエンツォレルン家がニュルンベルク城伯を世襲してきた都市である。
このように歴史的に重要な都市であったことから、ナチス政権も政権掌握後一貫してナチ党党大会（別名：ニュルンベルク党大会）をニュルンベルクで開催し、ユダヤ人の公民権を剥奪したとして悪名高いニュルンベルク法などが制定された。それゆえナチス政権要人を裁く「ニュルンベルク裁判」が象徴的に行われたことでも知られる。こういった歴史を辿った都市であることから、人権問題に積極的にかかわっていく姿勢を示している。
リヒャルト・ワーグナーの楽劇『ニュルンベルクのマイスタージンガー』の舞台としても知られる。現在も旧市街は中世の城壁で囲まれている。また、チャイコフスキー作曲のバレエ『くるみわり人形』も、幻想部分が多くを占めるとはいえ、この街が舞台である。

## 地理

### 位置
ニュルンベルクはペグニッツ川の両岸に広がる。ペグニッツ川はこの都市の北東約80kmに湧出し、市内を東西に約14kmにわたって貫いている。旧市街地区のこの川はすっかり運河化されている。隣のフュルトでペグニッツ川とレドニッツ川が合流してレグニッツ川となる。ニュルンベルクの西部および北西部は主にペグニッツ川の堆積物によって形成された。ニュルンベルク北部は重要な野菜の耕作地であるクノープラウフスラント（Knoblauchsland、ニンニク地方）である。
ニュルンベルクの土地はコイパー期に形成された柔らかい砂岩からなっている。この町の北側は、一部は海抜600mを超える中低山地のフレンキシェ・シュヴァイツにつながっている。

### 市域の広がり
市域は186.38km2である。南部から西部にかけては建物が密集しており、西部は隣のフュルトと、南西はシュタインとほとんど一体化している。北部は比較的平坦で肥沃なクノープラウフスラントが広がるが、この地域は同時に、ニュルンベルク空港の西側緩衝地域にもなっている。北西部には高度400m今日の小さな森林地域のゼバルダー・ライヒスヴァルトが位置している。
旧市街の北の境界はニュルンベルク城が建つ城山であり、市壁の大部分が遺されている。東部からペグニッツ川北岸は公園化されたレーヒェンベルクである。

### 交通網
- Sバーンの路線図
- 地下鉄の路線図
- 市電の路線図

- Sバーンとドイツ鉄道近郊列車の路線図
- 近郊鉄道・地下鉄・市電の路線図
- バスの路線図
- 夜間バスの路線図

### 隣接する市町村
ニュルンベルク市は北から時計回りに以下の市町村、あるいは市町村に所属しない地域と境を接している。エアランゲン（郡独立市）、ノインホーフの森、クラフツホーフの森（以上、エアランゲン＝ヘーヒシュタット郡）、シュヴァイク・バイ・ニュルンベルク、ラウフアムホルツの森、ツェルツァーベルスホーフの森、フォルストホーフ地区、フィッシュバッハ地区、フォイヒト（以上、ニュルンベルガー・ラント郡）、ヴェンデルシュタイン、クラインシュヴァルツェンローエの森（以上、ロート郡）、シュヴァーバッハ（郡独立市）、ロール（ロート郡）、シュタイン、オーバーアスバッハ（以上フュルト郡）、フュルト（郡独立市）。
ニュルンベルクの飛び地ブルンには、いずれも市町村に属さない地域であるブルン、ヴィンケルハイト、フィッシュバッハ（全てニュルンベルガー・ラント郡）が隣接する。

### 気候

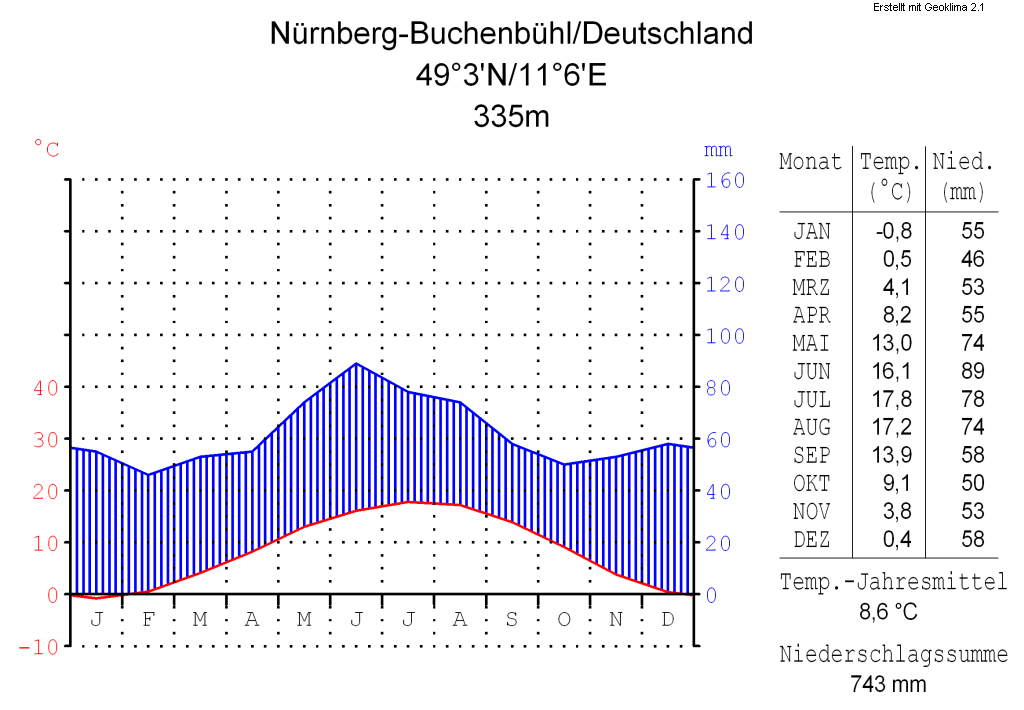
ニュルンベルク＝ブーヘンビュール区の月別平均気温と降水量

ニュルンベルクは、完全な大陸性気候ではなく、完全な海洋性気候でもない、ドイツ南部に典型的な温和な中間的気候である。月平均気温は、1月の-1.4℃から8月の18℃の間を推移するが、夏の最高気温は35℃に達することもある。降水量は地理的環境の割にはやや少ない。ニュルンベルクはフランケン盆地に位置しており、この緩やかな鍋底状の地形が湿った空気をこの町から遠ざけているのである。しかし、時にはニュルンベルクも激しい嵐に見舞われることがある。近くは2006年8月28日に竜巻があり、ガルテンシュタット区の多くの建物が甚大な損傷を負った。

## 歴史

### 略史

#### 都市の成立初期
ニュルンベルクの成立は明らかでない。ザクセン、バイエルン、東フランケン、ベーメンの境界で、1000年から1400年頃に保護された重要な街道が交わる地点から徐々に成立していったと考えられている。いずれにせよ、この入植地は成立初期に既に市場の開催の権限を得ていた。この街は1050年に神聖ローマ皇帝ハインリヒ3世のSigena-Urkundeに「Norenberc」として記録されている。現在の地名の元となったこの名前は「岩山」を意味しているものと解釈されている。その後、ニュルンベルク城は皇帝の拠点として神聖ローマ帝国で重きをなした。1065年にハインリヒ4世は帝国領ニュルンベルク及びその周辺地域に高等裁判所管区及び行政管区を設けた。コンラート3世は裁判権と統治権を持つニュルンベルク城伯の位を新設し、ラープス家にこれを与えた。1190年あるいは1191年以後、この地位はツォレルン家（後のホーエンツォレルン家）に移された。フリードリヒ1世（バルバロッサ）は、城伯の手に渡っていた城の背後に二重の礼拝堂（Doppelkapelle）を備えた王宮を建設した。その後、市参事会の権限が次第に拡大していった。
阿部謹也は、ヨーロッパ中世の都市の成立を貧民の移動との関係から考察して、「ニュルンベルクが都市としての体裁を整えてくる11世紀は、まさに隠者ゼバルドゥス（ニュルンベルクの守護聖人）詣での巡礼が集まったときでもありました。人びとは聖者の奇跡にあずかろうとし、聖遺物のあるところへと先を争っておしよせたのです」と述べている。
1219年、皇帝フリードリヒ2世の大特権授与（Der 'Große Freiheitsbrief'）によりニュルンベルクは帝国自由都市となった。1315年、ルートヴィヒ4世（バイアー）は、この市の自立性を高めるprivilegium de non evocando（控訴棄却特権）を授与した。城伯の影響力は城とその直近に制限され、フランケン地方におけるホーエンツォレルン家の拠点はバイロイトやアンスバッハなどに移っていった。1427年、最後の城伯フリードリヒ6世（ブランデンブルク選帝侯フリードリヒ1世でもあった）はニュルンベルク城の権利をニュルンベルク市参事会に売却し、城伯の地位は完全に消滅した。これ以後、バイエルン王国に併合されるまで、この都市の行政権は市参事会の手に委ねられた。1256年にはライン都市同盟に参加している。
中世以来、ニュルンベルクはアウクスブルクと共にイタリアとヨーロッパ北部を結ぶ2大貿易都市であった。商業都市の例に漏れずユダヤ人も多く居住していたが、1298年、「リントフライシュ王」と名乗る騎士に煽動された群衆が暴徒と化して各地のユダヤ人街を襲撃し、ニュルンベルクでは698人のユダヤ人が犠牲となった。（血の中傷#ホスチアの中傷参照）後の1349年の迫害では562人のユダヤ人が犠牲になっている。1385年と1463年には市当局から、1416年には皇帝から多額の金を取り立てられた。1498年にはユダヤ人全員が市から放逐された。ユダヤ人たちは妻子をつれ動産だけをもって追い立てられた。「ユダヤ人の家や学校、その他の不動産さんは国王が没収し、以後いかなるユダヤ人も市に住むことを禁じられた」。「ユダヤ人はこの年から1850年にいたるまで、ニュルンベルクに家を構えることはできなかった」。
産業においては、金属手工業、繊維工業、製紙工業が発展した。ヴォルフラム・フォン・エッシェンバッハ （Wolfram von Eschenbach, 1160年/1180年頃 - 1220年頃またはそれ以降）は十字軍文学の傑作『ヴィレハルム』において、有名なニュルンベルクの武具鍛冶屋（Waffenschmiede）に言及している。1390年にはドイツ語圏最初の紙工場がニュルンベルクにできていた（寺田龍男）。15世紀には、書籍の印刷・出版・販売も盛んに行われた。

#### 最盛期

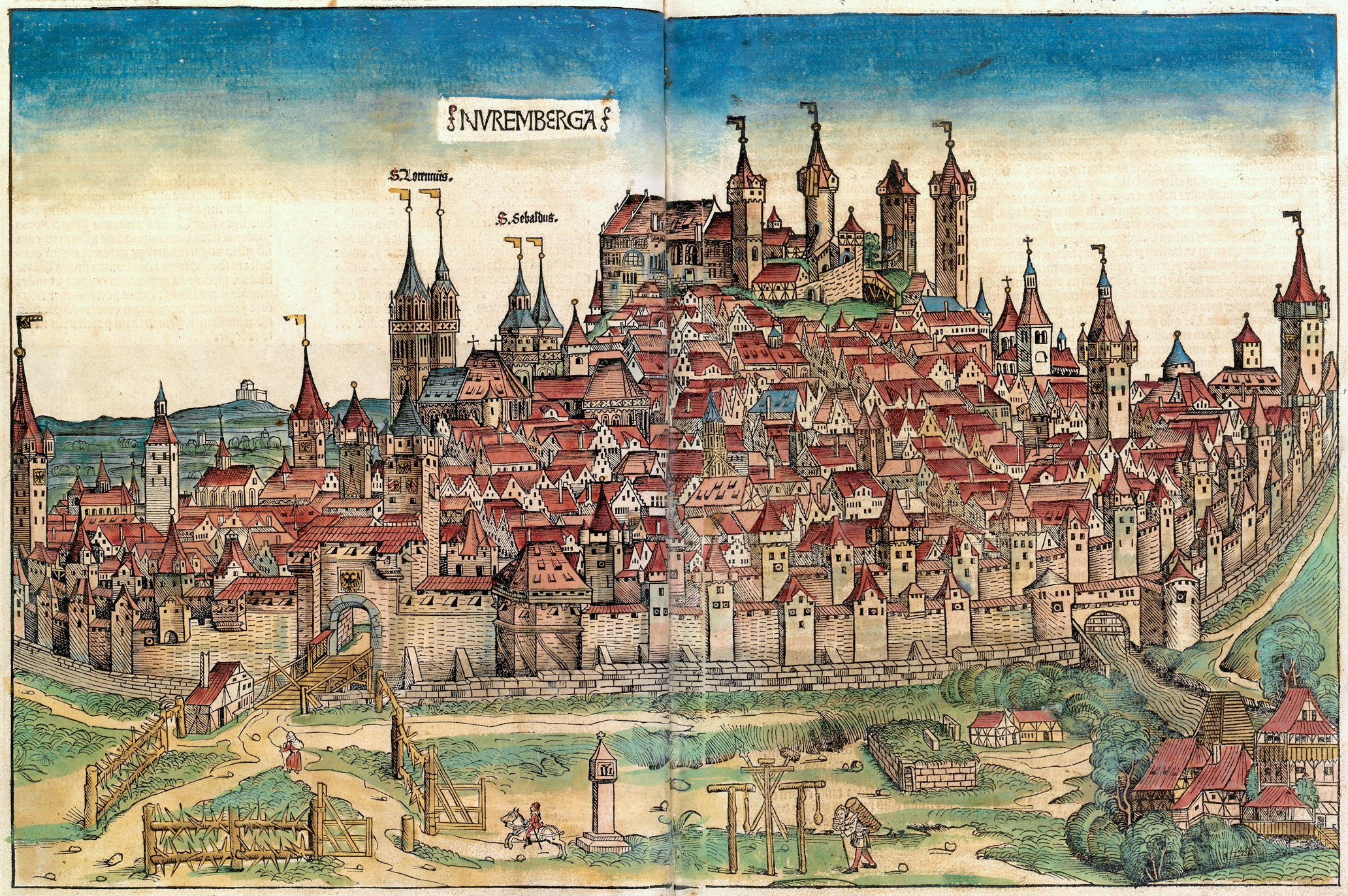
1493年のニュルンベルク

多くの皇帝がニュルンベルクを好んで居館に選んだ。中でもカール4世は、1356年にニュルンベルクで金印勅書を公布した。勅書では即位後第1回目の帝国議会をニュルンベルクで開催することと定められ、この慣例は1543年まで続けられた。また、1423年にジギスムントは神聖ローマ皇帝の正当性を証する帝国宝物（帝国王冠等の「帝国権標」、数種のダルマティカ等の「戴冠式装束」、聖釘を嵌め込んだ聖槍の穂先と聖十字架を納めた帝国十字架等の「帝国聖遺物」）を委譲し、「年1回展観行事を開く権利とそれに付随して2週間のメッセ（年市）を開く許可を与え」た。これによってニュルンベルクは帝国内で「皇帝選挙の地フランクフルトと国王戴冠の地アーヘンに次ぐきわめて高い地位を確実なものとした」。帝国宝物のこの街での保管は、「1796年にフランス革命軍の侵攻を前にレーゲンスブルクへと移送されるまでの間」続いた。ヴィルヘルム・ラーベ（1831-1910）は、短篇『帝国の王冠』（Des Reiches Krone1870年）において、15世紀、「帝国の聖遺物」はボヘミアのカールシュタイン城に保管されていたが、「フス教徒の手に陥ち入りそうになった王冠を、ニュルンベルクの若い騎士が、それを守るため立ち上り、そのために組織された十字軍に加」わり、目的を果たした後、「帝国の聖遺物」とともに市に帰還するという物語を語っている。
1470年から1530年までの期間にはゲッツ・フォン・ベルリヒンゲンやコンラート・ショット・フォン・ショッテンシュタインといった騎士達がフェーデや戦いを繰り広げたにもかかわらず、ニュルンベルクはその最盛期を迎えていた。優れた手工芸やヨーロッパの中央に位置する交易上の好条件により、この街に富がもたらされた。1363年の記録によると、当時ニュルンベルクにあった手工業のグループは50種。親方は全部で1217名、そのうち靴屋の親方が81名、仕立て屋76名、パン屋75名、刃物師73名。刃物師の多いのが目立ち、彼らが輸出商品の生産を行っていた。
既に14世紀末期、ニュルンベルクのフレックスドルファー＝ケーグラー＝ツェンナー家の会社とアマン＝カーメラー＝グラウ＝ザイラー家の会社は「カルパティア山脈地方の鉱山業とハンガリーの経済力とに食い込」み、「両社の通商ルートは、中部ヨーロッパの全域を蔽って」いた。「二つの会社は密接に協力して営業し、他の有力なニュルンベルクの家柄、シュトローマー家、アイスフォーゲル家等々とは姻戚関係で結ばれていた」。15世紀半ばには、ヴェネツィアやアントウェルペンに代理店を開くイムホーフ会社が設立された。市の政治は、名家（'Genannte’）の出の、都市貴族（Patriziat）からなる参事会が取り仕切っていた。市を寡頭支配した都市貴族は華麗な家紋を有し、住宅を盾・槍、甲冑などの武具で飾り立てて騎士を気取り、騎士社会の行事であった「演武会」（トーナメント）をも主催した。「1561年3月にニュールンベルクの中央マルクト広場でおこなわれた演武会をアムマンが描いた油彩画が今にのこっていて、ミュンヘンの博物館に所蔵されている」。ニュルンベルクでは市参事会の権力が圧倒的に強く、手工業者（1400年頃の職種は141種）の組織は、極めて些細な点に至るまで市参事会の監視下に置かれていた。仲間団体による相互扶助よりは市参事会による生活保護が重きをなしたこの市で注目に値する福祉事業が1388年に当地の名家メンデル家により設立され、後に市に移管された「12人兄弟の館」である。これは手工業職人で年老いて働けなくなり、身寄りもない者を収容した。この養老院は400年以上も存続した。「この館に、1425年以降1799年までに収容された799人の老職人のほとんどすべてについて肖像画が残されている」。
中世末期、市を廻る壁は約5km、市壁内面積約160ha、そこに15世紀半ばには約20000人（1497年、約28000人）が居住していた。もっとも、中世ヨーロッパの都市には、誓約により市民権を得た市民のほかに、市民権をもたない住民もいた。1431年の人口調査では、12歳以上15,499人（そのうち武装能力のある者7,146人）、市民の子弟（12歳未満）6,173人、ユダヤ人の子弟（12歳未満）52人、市民権をもたない住民の子弟692人、在俗聖職者69人、修道院の聖職者312人、計22,797人。世帯数4213であった。15世紀前半、ニュルンベルクでは、非市民層（外国人、異教徒、聖職者、若年下層労働者等）の割合は、子供を除く総人口の40％近くを占めたという。1475年の租税調査では、極貧層107人、無産の手工業者2,700人、金貨半グルデンの財産税支払い者420人、1グルデン支払い者532人、3グルデン支払い者266人、6-10グルデン支払い者157人、15-30グルデン支払い者105人、40グルデン以上支払い者27人、つまり財産税を支払う者1,507人に対して財産税を全く支払わない者2,807人で、財産税を支払う者のほぼ倍になっている。「このことは15世紀の後半にかなりの貧富の差が生まれていたことを示しています」（阿部謹也）。また、この民衆本の第77話では、主人公は当地の金持ちの男の家の隣に宿をとった。この男は年に一度近所の人々とその客人を招待していた。主人公が投宿したのが、ちょうど招待の日であった。しかし彼は招待されなかった。そこで、いたずらで仕返しをしている。
1370年頃、市当局は10か条からなる「喜捨条例」を発布し、物乞い・浮浪行為に対する規制を明文化した。このような措置はその後ヨーロッパ各地の都市で発布された条例の先駆的事例である。1510年頃にはじめて出版されたドイツの民衆本『ティル・オイレンシュピーゲルの愉快ないたずら』の主人公は、ポンメルンや各地で説教師になりすまして巻き上げた大金を懐に、派手に散在しようとニュルンベルクにやってくるが、夜警を誘い出して大怪我をさせている。彼が夜警を目の敵にした背景に、歴史学者の阿部謹也は、「ニュルンベルクにおいても、放浪者に対する取り締りが大変厳しくなっていったという事情」を推測している。1501年、市は経済的発展の絶頂期にあったが、物価が高騰し、約4万人の市民のうち約1万人が最低生活条件の縁にいた。
14世紀半ばに肉屋の市中踊り歩き（カーニヴァルの伝統）から始まり、後に他の職種の手工業者も加わり、15世紀半ばには有力商人の子弟が行列の先駆けをするようになり、さらに山車も引き回され盛大に催されたシェンバルト祭（Schembartlauf）は16世紀半ばまで続いた。
1434年市参事会は「ハラーヴィーゼというペグニッツ川ぞいの美しい緑地を買い入れ、市民の憩いと競技の場」とした。「よく晴れた5月の休日には多くの市民が集まって」楽しんだ、と記録されている。
1552年には、ニュルンベルクにおいても「都市が維持すべき誇りと愛を視覚的に都市民にもたらす」都市景観図が作成されている。
15世紀はじめからニュルンベルクには娼婦宿があった。市参事会は娼婦宿に関する規則を定め、管理人をおき、彼女たちの権利をも確認した。「意志に反して仕事を強要されないこと、いつでも勝手に宿を出ることができること、少なくとも週1回は無料で入浴できること」などが定められていた。
ニュルンベルクでは1477年以来、法学者の助力をえて、新しい法典の編纂にとりかかり、1484年には新しい法が印刷・出版された。ドイツ国内最初の、都市法の印刷・出版であった。400頁に及ぶ同書には、「裁判の手続きから裁判所での婦人の地位、宣誓、証人の調査、証拠、そして財産、相続、契約、債務などについて解説されて」いた。
マイスタージンガーのハンス・ザックスや、画家アルブレヒト・デューラーはこの時代にニュルンベルクで活躍した人物である。デューラーの『四人の聖人』（いわゆる『使徒たち』：アルテ・ピナコテーク所蔵）はこの街の教会のためにこの街で描かれた。この時代のニュルンベルクはケルンやプラハとならぶ神聖ローマ帝国最大の都市の1つであった。しかし1525年、市当局が宗教改革を受け入れたことで、皇帝との関係は次第に疎遠となり、「皇帝の街」としての権威は失われていった。
一方でフランケン公領の創設を目論むホーエンツォレルン家と度々衝突、アンスバッハ辺境伯アルブレヒト・アヒレス、クルムバッハ辺境伯アルブレヒト・アルキビアデスとの戦争はそれぞれ第一次辺境伯戦争、第二次辺境伯戦争と呼ばれたが、いずれもホーエンツォレルン家の敗北に終わった。

#### 三十年戦争とその後

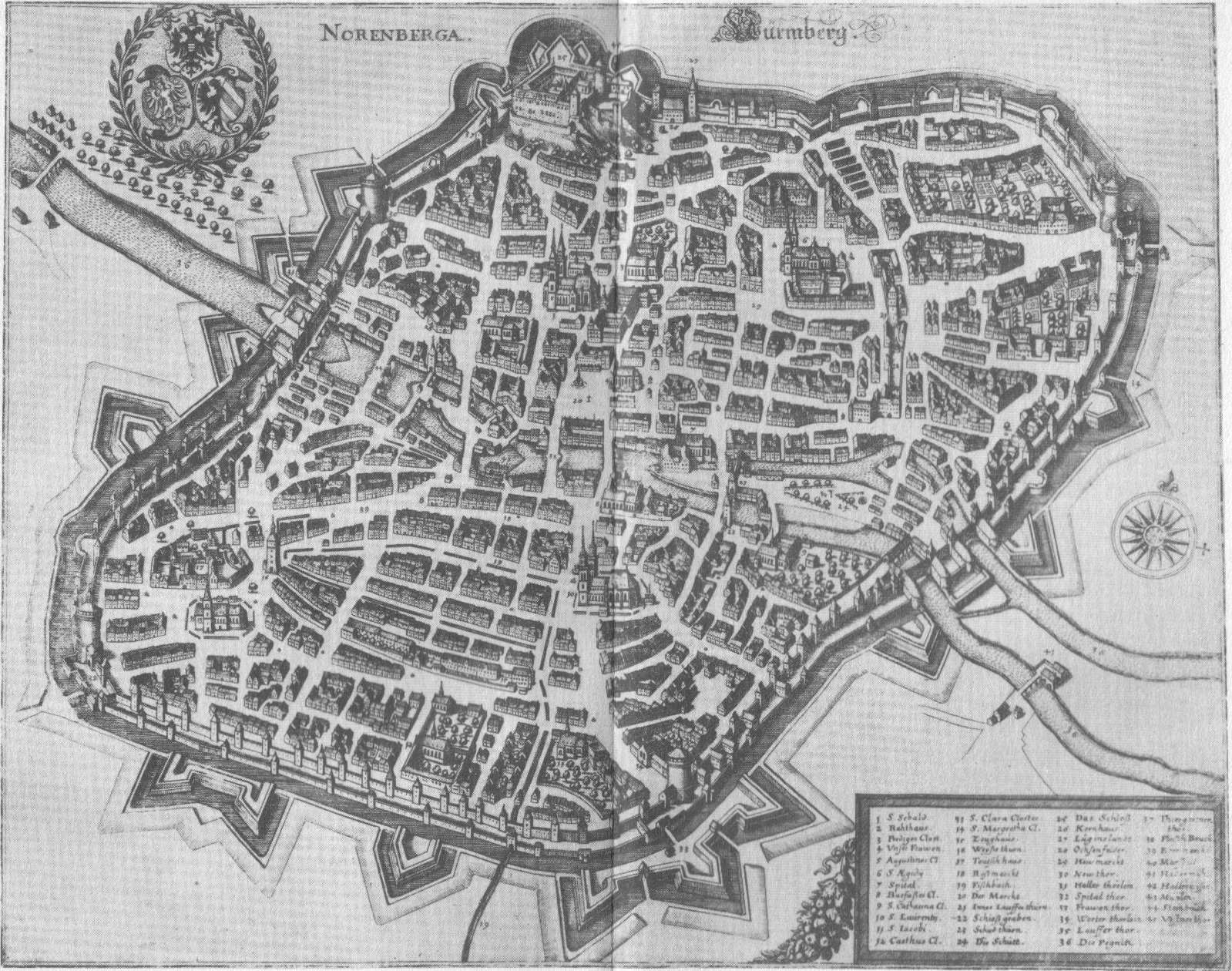
1650年のニュルンベルク地図

三十年戦争の時代、ニュルンベルク周辺の地域は長年続いた陣地戦の戦場となった。ニュルンベルク自体が征服されることはなかったものの、周辺地域の荒廃により交易が廃れ、経済的に次第に衰弱していった。戦後は1649年にニュルンベルクで「平和の宴」が催され、敵対していた両陣営がともに何日も祝宴を行い、平和の祝賀ムードを確かめ合った。帝国議会の開催地は1663年以降レーゲンスブルクに常置することが定められた。
1700年前後に活躍したバロック期の音楽家ヨハン・パッヘルベルはこの街の出身で、晩年にこの街のゼーバルドゥス教会にオルガン奏者として戻り、そこで没している。

#### 19世紀から20世紀初め

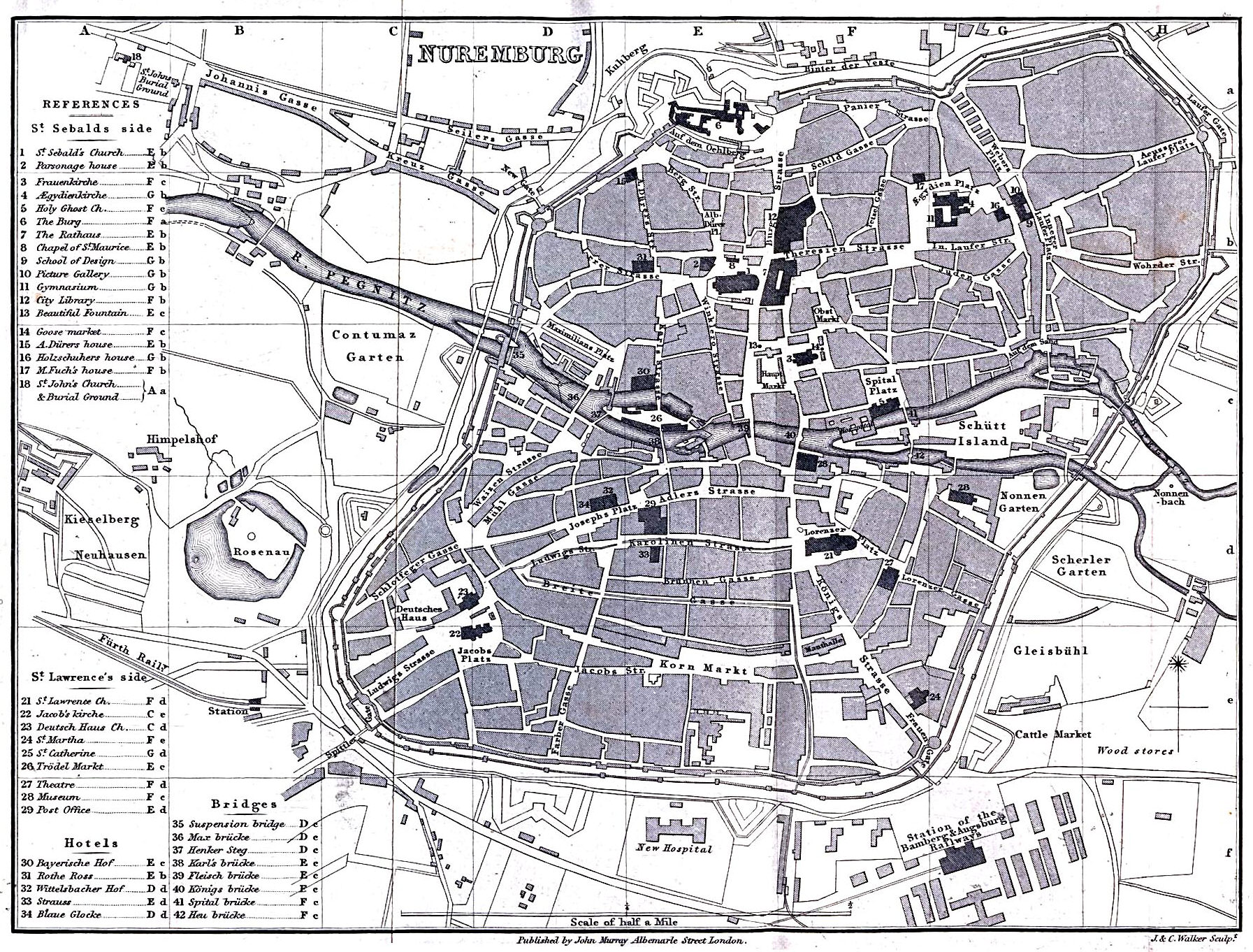
1858年のニュルンベルク地図

1796年から1806年まで深刻な事態が出来した。近隣のアンスバッハを拠点としたプロイセン政府の圧力により、遂にニュルンベルクはプロイセン支配下に屈することとなった。しかし、この条約は履行されなかった。ニュルンベルクの借金にプロイセンが手を引いたのである。同時に名門家の堕落した支配体制に対する不満がニュルンベルク住民の間で蓄積していった。こうした事態が帝国都市体制を根本から揺さぶり、この街に革命の機運をもたらしたのであった。
ナポレオン戦争期の1803年2月25日に行われた帝国代表者会議主要決議では、最初はそれでも独立体制を堅持したのだが、ライン同盟が結ばれ、帝国が崩壊した後、フランス軍がニュルンベルクを占領した。1806年9月15日、フランス軍はこの都市をバイエルン王国に引き渡し、ただちに民政の体制を整え、バイエルンの管理下に編入させた。こうして1806年にバイエルン王国は王国全体の借金の一部としてニュルンベルクの莫大な借金を被ることとなった。バイエルンはこれを整理統合して弁済に努めた。バイエルンの法律に基づき、それまでニュルンベルクでは冷遇されていたカトリック信者もプロテスタント信者と法的に同等の立場となった。

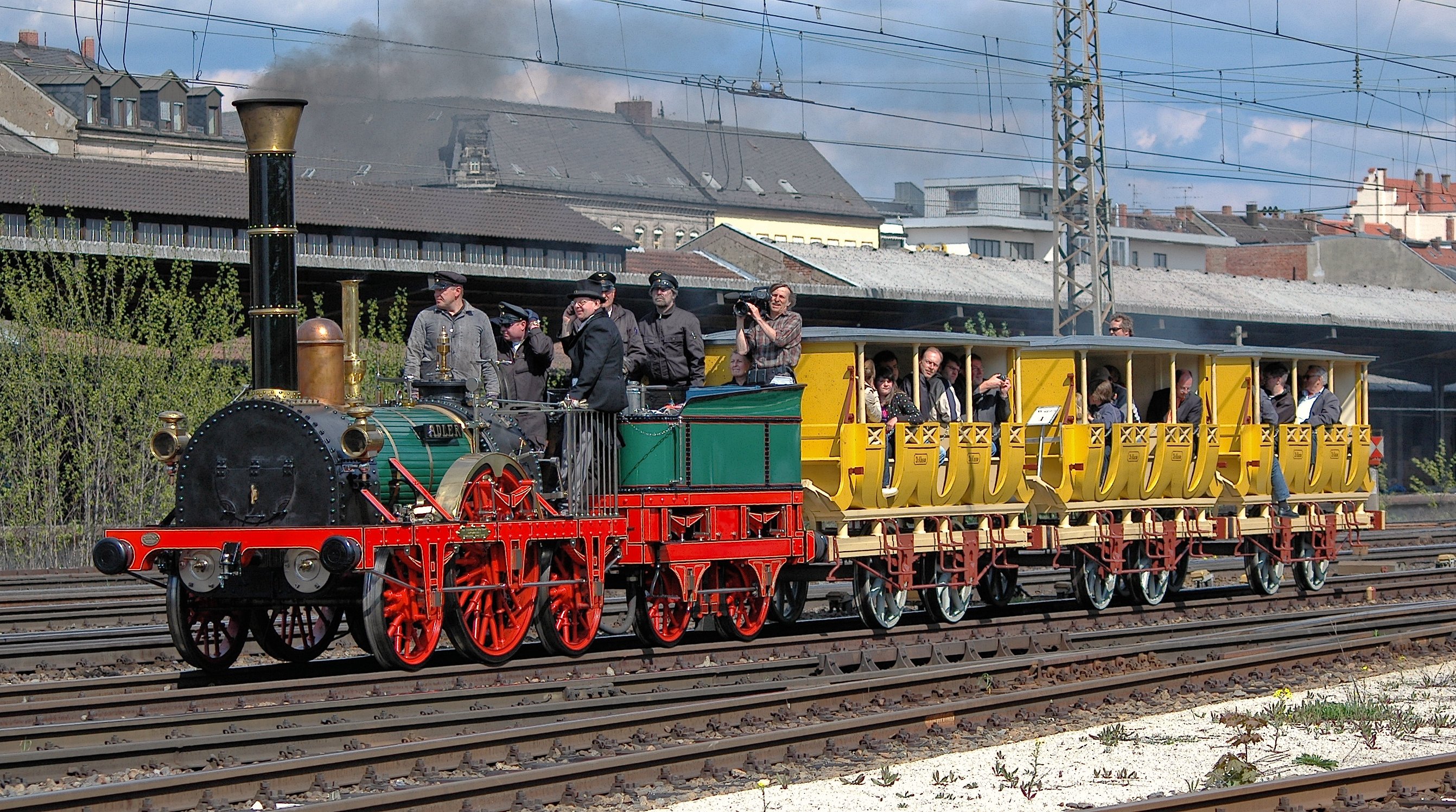
復元されたアドラー号の試走

19世紀になるとニュルンベルクはバイエルンの工業中心都市の一つとして発展した。1835年にはドイツ初の旅客鉄道アドラー号がニュルンベルクからフュルトまで運行を開始した。19世紀後半にニュルンベルクで黄銅箔が発明された。
戦間期の1920年代にはニュルンベルクで、政権獲得前の国家社会主義ドイツ労働者党（ナチス）が党大会を開催していた。ただしニュルンベルク自体は選挙でナチス党を勝たせなかった。この都市では自由主義のDDPが有力な政党であった。同時に、工業都市として、バイエルンの社会民主主義の中心地でもあった。

#### ナチス政権下時代

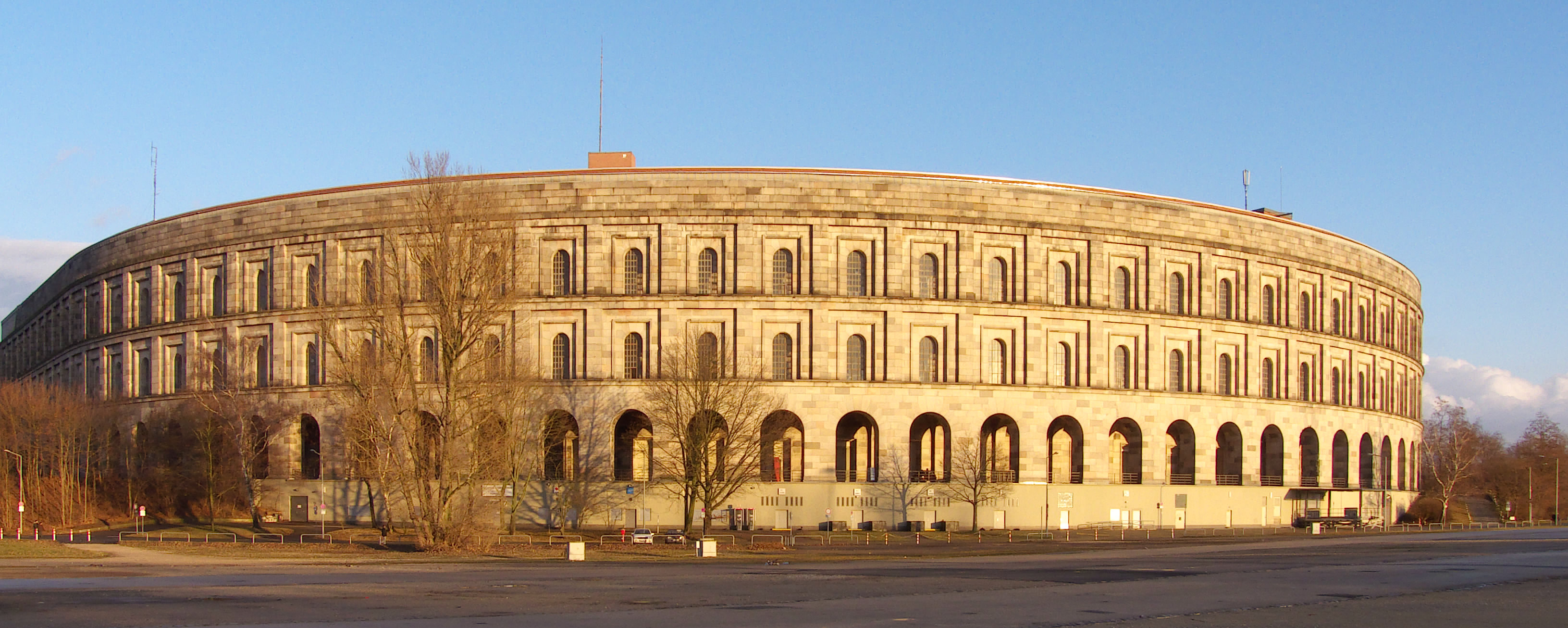
戦争勝利の後にナチス党大会が開催される筈だったコングレスハレ（未完成）

ナチス政権下時代、ナチ党大会が1933年から1938年にかけてニュルンベルクで行われ、その模様はレニ・リーフェンシュタールにより映画化された。この街はナチスにとって「帝国党大会の街」としてプロパガンダの上で重要な都市であった。1935年の党大会の際、ヒトラーはニュルンベルクに臨時国会を召集し、そこでユダヤ人から市民権を剥奪する法（『ドイツ人の血と尊厳の保護のための法律』）が定められ、これは一般的にはニュルンベルク法と呼ばれている。ナチスはこの法律により反ユダヤ主義思想の法的根拠を得たのである。このようにニュルンベルクは、ナチス党政権下のドイツを象徴する都市となった。

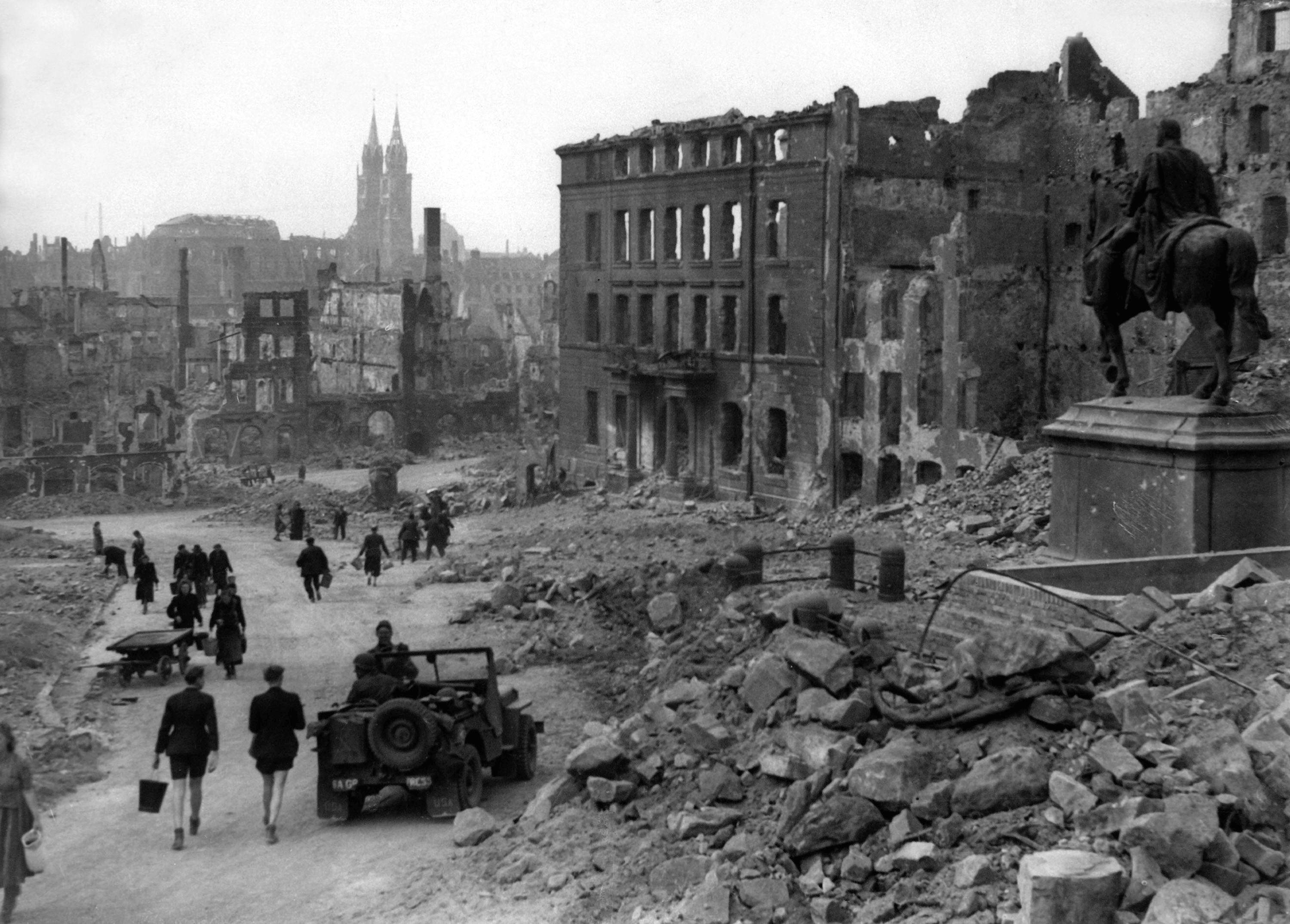
第二次世界大戦後に撮影された、瓦礫の山と化したニュルンベルクの街。遠景には聖ローレンツ教会が写っている

第二次世界大戦中、ニュルンベルクは連合国軍による空爆の優先目標であった。イギリス空軍とアメリカ空軍の航空機による爆撃で1945年1月2日にニュルンベルク旧市街は破壊され、全市域が甚大な被害を負った。同年4月の4日間に渡る地上決戦（ニュルンベルクの戦い）で、さらにいくつかの歴史的建造物が破壊された。一時はこの破壊された街を放棄して、他の場所に新しい街を創ることが真剣に検討されたほどの被害状況であった。
同大戦期、ナチスにとってその精神性を保持する街として「神聖ローマ帝國宝物展」が開催された。今日コンサート会場として使われる「聖カテリーナ教会」が会場となった。そうした宝物の保管庫がObere Schmiedgasse（オーベレ・シュミートガッセ、上鍛冶屋小路）52番地の地下にあった。Kunstbunker（クンストブンカー、芸術品地下保管庫）は今でも保存、公開され訪れる歴史ファンは多い。

#### 第二次世界大戦後
第二次世界大戦後、1945年から戦勝国はナチス独裁政権下の指導的戦争犯罪人に対する裁判、いわゆる「ニュルンベルク裁判」を実施した。市の再建は、建設責任者ハインツ・シュマイスナーの指揮の下、かつての都市構造に従って街の再建を行うという方向付けがなされた。このため、オリジナルの建物が広範囲に失われたにもかかわらず、たとえ実際には大部分の建物が戦後に再建されたものであるにせよ、城壁に囲まれた旧市街は中世の面影を残す美しい町並が復元され、多くの場所で中世や近世とのつながりを感じ取ることができるのである。
平和と人権の都市
過去を深く反省し人権の道、ニュルンベルク人権センターなどを設置し、ニュルンベルク国際人権賞、ドイツ人権映画賞などの授与などを行ってる。

### 市町村合併
1825年まで市域の面積は160.84ha（1.6km2）であった。その後、産業革命に伴い人口は急速な上昇を続け、市域は多くの独立した自治体や地域を合併して拡大した。現在の市域は186.6km2である。

### 人口推移
19世紀の工業化の始まりによって人口は急速に増加した。1812年のこの街の人口は2万6千人であったが、1880年には10万人を超えて大都市の仲間入りをした。1900年には25万人、1972年にはその2倍で史上最大の人口51万5千人を記録した。1985年に46万5千人にまで減少したが、その後再び増加に転じた。バイエルンの統計データ局の記録によると2005年12月31日付の公式な人口は499,237人である。また、2006年11月18日に50万人目の市民が誕生した。50万人前後での増減があったため、これはニュルンベルクにとって3回目のできごとである。

## 行政

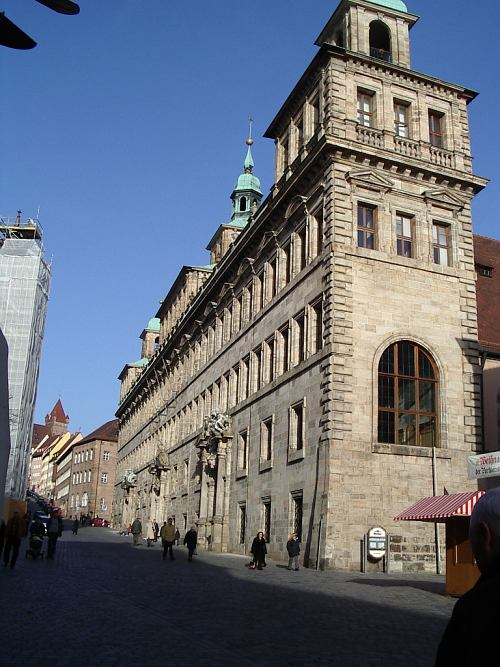
ニュルンベルク市庁舎

### 市長
上級市長は、2020年5月1日からマルクス・ケーニヒ (CSU) が務めている。
- 1987年-1996年: ペーター・シェーンライン（ドイツ語版） （SPD）
- 1996年-2002年: ルドウィック・ショルツ（ドイツ語版） （CSU）
- 2002年-2020年: ウルリッヒ・マリー（ドイツ語版） （SPD）
- 2020年-:マルクス・ケーニヒ（ドイツ語版） （CSU）

### 市議会

2020年市議会選の結果

ニュルンベルク市議会は70人の市議会議員で構成される。2020年3月15日の選挙結果に基づく政党別議員配分は以下の通り。
| 政党                    | 政党                                                                  | 得票数    | %     | ±    | 議席数 | ±   |
| ----------------------- | --------------------------------------------------------------------- | --------- | ----- | ---- | ------ | --- |
|                         | キリスト教社会同盟 (CSU)                                              | 3,584,755 | 31.3  | 1.9  | 22     | 1   |
|                         | 社会民主党 (SPD)                                                      | 2,943,118 | 25.7  | 18.4 | 18     | 13  |
|                         | 同盟90/緑の党 (Grüne)                                                 | 2,283,988 | 20.0  | 11.0 | 14     | 8   |
|                         | ドイツのための選択肢 (AfD)                                            | 650,369   | 5.7   | New  | 4      | New |
|                         | 左翼党 (Die Linke)                                                    | 449,463   | 3.9   | New  | 3      | New |
|                         | 自由な有権者 (FW)                                                     | 324,475   | 2.8   | 0.0  | 2      | 0   |
|                         | エコロジー民主党 (ÖDP)                                                | 265,079   | 2.3   | 0.2  | 2      | 0   |
|                         | 自由民主党 (FDP)                                                      | 241,329   | 2.1   | 0.1  | 1      | 0   |
|                         | パルタイ/ドイツ海賊党 (PARTEI/Piraten)                                | 194,693   | 1.7   | New  | 1      | 0   |
|                         | Socio-Cultural Freedom, Participation and Sustainability (Politbande) | 190,710   | 1.7   | New  | 1      | New |
|                         | Left List Nuremberg                                                   | 151,992   | 1.3   | 2.8  | 1      | 2   |
|                         | The Good Ones (Guten)                                                 | 95,862    | 0.8   | 0.9  | 1      | 0   |
|                         | Citizens' Initiative A (BIA)                                          | 62,374    | 0.6   | 2.5  | 0      | 2   |
| 有効票数                | 有効票数                                                              | 178,999   | 97.7  |      |        |     |
| 無効票数                | 無効票数                                                              | 4,124     | 2.3   |      |        |     |
| 合計                    | 合計                                                                  | 183,123   | 100.0 |      | 70     | 0   |
| 有権者/投票率           | 有権者/投票率                                                         | 389,547   | 47.0  | 2.7  |        |     |
| 出典: City of Nuremberg |                                                                       |           |       |      |        |     |

### 紋章

大紋章

ニュルンベルク市の大紋章は青地に、金の冠を被った王の顔を持つ金の鷲を描いたものである。この紋章は既に1220年の印章に描かれており、帝国（すなわち帝国都市）を象徴化したものである。頭部は一時的に女性の顔にデザインされたことがある。現在の形の大紋章は1936年に制作され、1963年に市議会の承認を得た。

小紋章

小紋章は左右二分割。向かって左側は金地に、赤い爪と赤い嘴をもつ黒鷲の半身。向かって右は5回入れ替わる赤と銀の斜めストライプである。この斜めストライプのデザインは1260年から既に用いられていた。帝国の象徴の鷲は1350年から登場する。1513年以降、役所などの印章デザインとして用いられており、その場合斜めストライプの数にバリエーションが見られる。現在一般的に用いられる上述の形は1936年に大紋章とともに制作されたものである。小紋章を基に市の旗も制作された。旗は赤と白の斜めストライプである。

### 姉妹都市
ニュルンベルクは以下の14の姉妹都市を持つ。これらの都市のニュルンベルク事務所は、毎年クリスマス市にその地の特産品（手工芸品、料理、服飾品など）を出店している。私的な交流サークルや若者の相互訪問等を通じて互いの接触は緊密になり、実際的な助けにもなっている。クラクフやアンタリアには旧式の、しかし可動整備済みの市電が贈られ、実用に供されている。

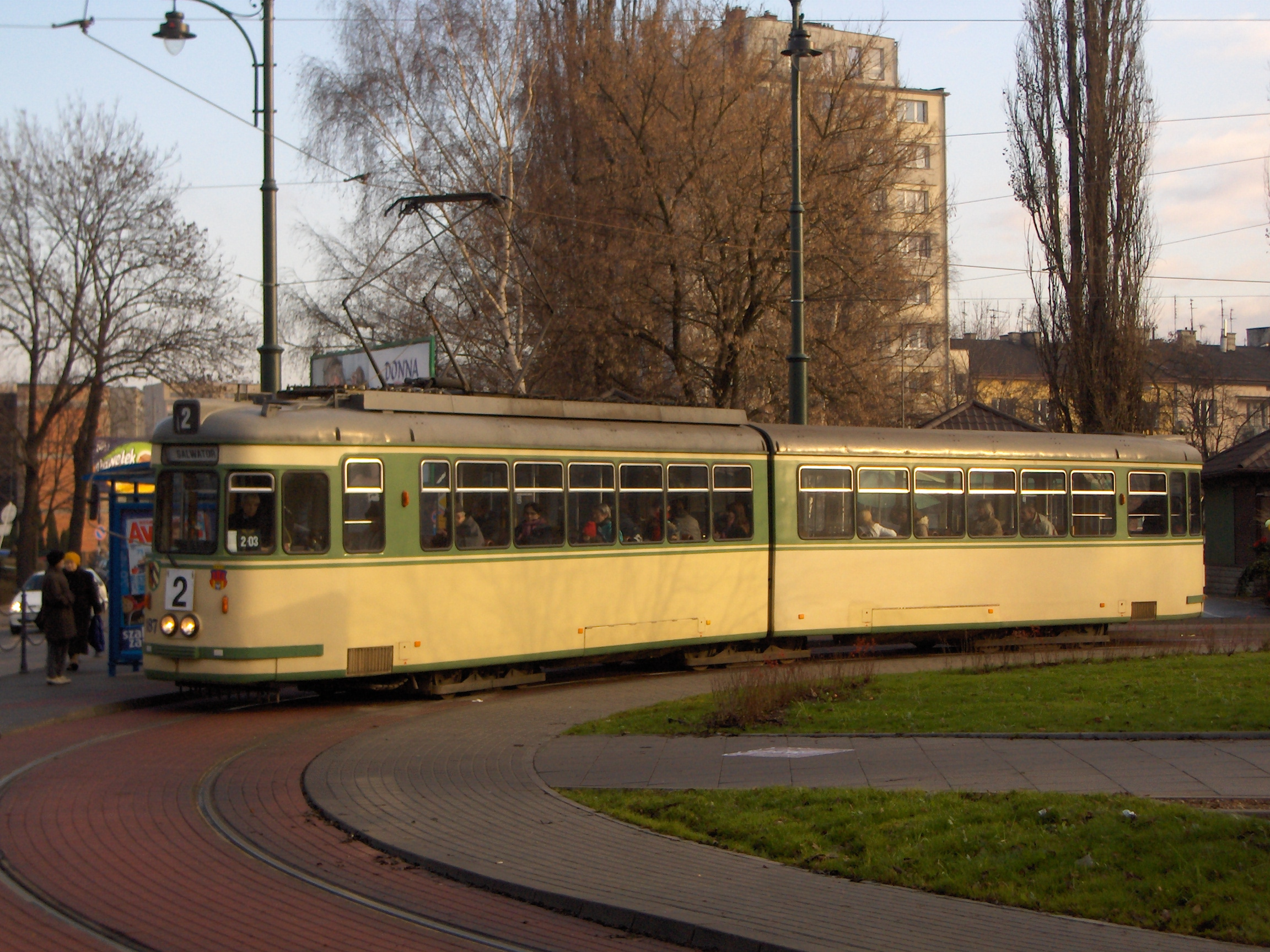
クラクフの街を走る旧ニュルンベルク市電の車両

- ニース（フランス共和国）- 1954年
- クラクフ（ポーランド共和国）- 1979年
- スコピエ（マケドニア共和国）- 1982年
- グラスゴー（イギリス連邦）- 1985年
- サン・カルロス（ニカラグア共和国）- 1985年
- テューリンゲン州ゲーラ （旧ドイツ民主共和国）- 1988年、改名 1997年
- プラハ（チェコ共和国）- 1990年
- ハルキウ（ウクライナ）- 1990年
- ハデラ（イスラエル国）- 1995年
- 深圳（中華人民共和国）- 1997年
- アンタリア（トルコ共和国）- 1997年
- カヴァラ（ギリシャ共和国）- 1998年
- アトランタ（アメリカ合衆国）- 1998年
- ヴェネツィア（イタリア共和国）- 1999年
- コルドバ（スペイン） - 2010年

最初の姉妹都市協定は1954年にニースと締結され、これは2004年により強固なものに改訂された。1979年に締結されたクラクフとの協定をニュルンベルク市はそのインターネットサイトで「2つの都市の共同作業の大成功例で、両市の市民交流が常態化するのに貢献した。」と記述している。最も親密な姉妹都市関係の一つが1982年に締結されたスコピエとのそれである。若者の相互訪問や双方の芸術家交流の他、マケドニア考古学研究の一つとして古代スコピエ発掘においてニュルンベルク自然史協会との共同プロジェクトが進行している。このプロジェクトは1998年春に始まり、その後50年間に及ぶ長いプロジェクトである。ニカラグアのサン・カルロとの姉妹都市協定は1984年にニュルンベルク市民主導で提唱され、コントラ戦争中の1985年に締結された。相互訪問を体験した若者達の働きかけで、サン・カルロ市は水供給の拡充、病院の新設、上級学校や文化会館といった施設を得るに至った。ニュルンベルクとグラスゴーは同じ年に協定を結び以後30年以上にわたって若者の相互訪問など親密な友好関係を築いている。
1990年の初めに結ばれたハルキウとニュルンベルクの間の姉妹都市協定の焦点は援助であった。チェルノブイリ原子力発電所事故後、その処理に多くの人が派遣された。ハルキウ食品技術管理アカデミーはニュルンベルク科学調査局の協力で全ウクライナの食品調査を行うための研究室をパイロットプロジェクト内に立ち上げた。ニュルンベルクとプラハの通商交易関係は13世紀から続くもので、1990年に姉妹都市協定が締結された。一方、ハデラとの姉妹都市協定には長い時間がかかった。1974年からドイツとイスラエルとの間で相互訪問が行われていた。市議でニュルンベルク・イスラエル文化協会会長のアルノ・ハンブルガーは1986年の相互訪問の際に署名済みの友好協定を携えて行き、1995年になってやっと公式な姉妹都市協定が発効した。1988年には、当時ドイツ民主共和国（東ドイツ）に属したテューリンゲン東部のゲーラと姉妹都市協定を締結した。この協定は1990年に友好協定に変更されたが、1997年に再度姉妹都市協定に改められた。1997年にはアンタリアとの姉妹都市協定も成立した。ミッテルフランケン工業地域の市町村と深圳経済特区の地域パートナーシップから深圳市とニュルンベルク市の姉妹都市協定が締結された。両市の動物園間での動物交換や、ニュルンベルク・ゲオルク＝シモン＝オーム専門大学と深圳ポリテクニックとの交換留学などが行われている。1988年にはギリシアのカヴァラおよびアメリカ合衆国のアトランタと姉妹都市協定を結んだ。14世紀の初めには既にヴェネツィアとの交易が行われていた。ニュルンベルクの商人達は中欧の香辛料、絹、綿の市場に強い影響力を持っていた。また、彼らはヴェネツィア経由でニュルンベルクの雑貨、毛織物、皮革製品、蜜、琥珀などを輸出した。両市の姉妹都市協定は1999年に締結された。
2004年のスマトラ島沖地震後、2005年にニュルンベルクはスリランカのカルクダに対する支援都市協定を締結した。
日本とは、姉妹都市ではないが、さいたま市と2019年11月15日に経済連携のための覚書を締結している。
2007年にニュルンベルクは、そのヨーロッパ融和構想に対して欧州連合のヨーロッパ賞を授与された。

### 平和人権都市
ニュルンベルクは、ナチス体制下で果たしたその役割から、人権に対して歴史的責任を負っている。この都市は、自らに平和と人権保護への積極的貢献が義務づけられていることを強く自覚している。その達成のために、人間の尊厳の記念碑「人権の道」や、時代を超えてニュルンベルクの国家社会主義時代の情報を提供する党大会会場の資料センターを設立した。1995年からは人権擁護に功績があった人物に対して与えられるニュルンベルク人権賞も設けられた。また、人間の尊厳についての機関、ニュルンベルク人権センターが組織され「ニュルンベルク人権ビューロ」が開設された。2年に1度ドイツ人権映画賞が授与される。ニュルンベルク人権映画祭はこの街の文化行事の確固たる構成要素の一つと認められている。ニュルンベルク市は2000年12月10日に人権教育に対してユネスコ賞を授与された。国際連合教育科学文化機関（ユネスコ）はニュルンベルク市の平和と人権尊重に対する模範的な取り組みを、この賞で評価を与えたのである。

## 経済と社会資本
これに加え、ニュルンベルクは人口350万人を擁するヨーロッパ大都市圏ニュルンベルクの中心都市でもある。2000年7月に深圳のヨーロッパ事務所がニュルンベルクに開設された。

### ニュルンベルクの経済状況
古くからの工業都市としてニュルンベルクは産業構造変化に強く関わっている。2007年6月現在のニュルンベルク市の失業率は9.8%でバイエルン州で2番目に高く、州平均 (5.0%) のほぼ2倍に相当する。近年サービス業を主体とする都市への改革が試みられているが、工業分野での失業を一部緩和しているに過ぎない。ニュルンベルクには、エアランゲン＝ニュルンベルク大学の専門課程のキャンパスがあるものの、固有の総合大学を持たないことが不利に働いている。

#### 農業、鉱業
ニュルンベルク北部のクノプラウフスラント（ニンニクの地）は広い野菜耕作地域で、特に初夏のアスパラガスの産地として知られる重要な農耕地である。ヴォルツェルドルフ周辺には、ヴォルツェルドルフ砂岩が産出する。ニュルンベルクの多くの建造物がこの砂岩で造られており、芸術史上大変に重要である。さらにニュルンベルクでは特筆すべき地下資源が見つかっている。

#### 工業
ニュルンベルクの工業都市としての重要性は、その品質の高さからヨーロッパ全土でその製品が評価された中世の伝統に根ざしている。このことから、「Nürnberger Tand geht in alle Land」（「ニュルンベルクのガラクタは世間で通用する」）という成句が生まれた。現在でも、ある種の分野では最先端の能力を有している。ニュルンベルクは、特に情報・コミュニケーション、エネルギー・電力供給、交通・流通といった分野ではヨーロッパで最先端にある。また、印刷の分野においてはハンブルクを凌ぐドイツ最大の印刷の街である（#印刷で詳述）。市の北部にあるアルカテル・ルーセントの「オプティカル・センター・オブ・エクセレンス」は、同社のアメリカ合衆国外最大の研究センターである。
それでもニュルンベルクは、過去25年間絶えず工場閉鎖や職場移転を甘受してきた。特に打撃を受けたのは、特殊機械製造と家電産業であった。ニュルンベルク南部のMANの敷地は、時代とともに縮小を続けた。2006年前半に発表されたニュルンベルクAEGの工場閉鎖は、黒字であるにもかかわらずイタリアやポーランドに移転したという点で注目される。

#### サービス業
市場調査の分野では、第5位の市場調査会社・GfKがニュルンベルクにあり、ドイツをリードする立場にある。この町最大の雇用主であるNürnberger Versicherung・ニュルンベルク保険グループは、サービス業におけるニュルンベルクの大企業である。さらにニュルンベルクはコール・センターの分野でも重要な都市である。

### 見本市

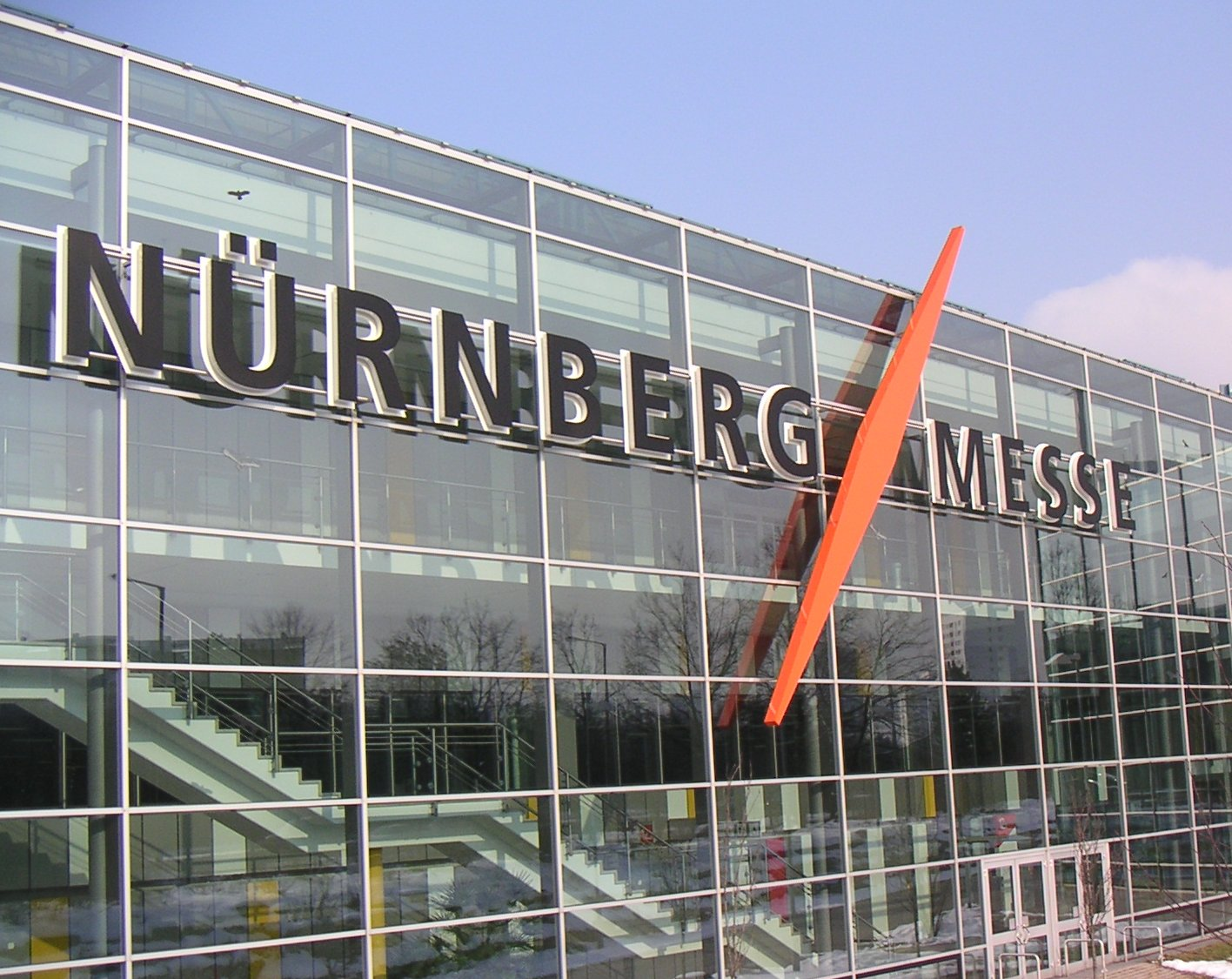
ニュルンベルク・メッセ

ニュルンベルク・メッセはドイツで最も重要な会議・見本市会場の一つであり、世界の見本市会場トップ20のリストにも挙げられる。この会場では、毎年ニュルンベルク玩具見本市が開催されている。

### 印刷
ニュルンベルクはドイツで重要な印刷の街である。2002年には6,000人以上が43の印刷会社で勤務し、その売り上げは12億ユーロ以上であった。ニュルンベルク最大の印刷会社はマウル＝ベルザーと、「u.s. ゼーバルト・ティーフドルック」および「ヘッケル・ロレンオフセット」を傘下に持つシュロット・グループAGである。ニュルンベルクで最もよく知られた出版物は、発行部数1500万部の『クヴェレ・カタログ』、『c't』（約50万部）、『キッカー・シュポルトマガツィーン』、『ニュルンベルガー・ナハリヒテン』などである。『ニュルンベルガー・ナハリヒテン』は発行部数約30万部で、ドイツ最大の地方新聞である。

### 職業構造
| 職種                     | 社会保険支払い義務のある就業人口 | 比率 (%) |
| ------------------------ | -------------------------------- | -------- |
| 農林水産業               | 1,247                            | 0.5      |
| 鉱業（採石業を含む）     | 32                               | 0.0      |
| 加工業                   | 55,667                           | 22.0     |
| エネルギー、水供給       | 3,096                            | 1.2      |
| 建設業                   | 7,675                            | 3.0      |
| 商業                     | 38,081                           | 15.1     |
| 観光業                   | 6,517                            | 2.6      |
| 交通、情報伝達           | 21,774                           | 8.6      |
| 信販、保険業             | 15,488                           | 6.1      |
| 不動産、企業サービス     | 50,434                           | 20.0     |
| 行政など                 | 15,628                           | 6.2      |
| サービス業（行政を除く） | 36,788                           | 14.6     |
| 合計                     | 252,469                          | 100.0 %  |

2005年6月現在
出典: ニュルンベルク市都市研究・統計局

### 産業地区、産業パーク
過去15年間にニュルンベルクには多くの産業地区や産業パークが形成された。
- オイロコム: ランクヴァッサー地区。
- フランケン・キャンパス: ジュートシュタットのフランケン通り沿い、旧MAN跡地。
- アルテンフルト産業地区
- モーレンブルン産業地区: ジーメンス AGの大きな管理センターがある。
- ニュルンベルク＝フォイヒト産業パーク: Munaの北側の旧米軍飛行場跡。
- ヘルクレス＝パルク: ノーピッチュ通り沿いにあり、初めHercules-Werke（二輪車メーカー）が、後にザックス (SACHS-Motorrad-Werke) が立地している。
- ハイテクセンター・ノルト
- マックストーアホーフ: ピルクハイマー通り、かつて筆記具メーカーのスワンスタビロ社があった。
- ノルトオストパルク
- ニュルバヌム: アラースベルガー通り。かつてTeKaDe社が、現在はフィリップスがある。
- ジュート＝ヴェスト＝パルク: ゲーバースドルフ区。
- TA-ゲレンデ: フュルター通り。かつてはオートバイ・メーカーのトライアンフ (Triumph-Werke-Nürnberg-Motorradwerk) やタイプライター・メーカーのTriumph-Adler社があった。
- ティリー＝パルク: グスタフ＝アドルフ通り。旧ドイツ連邦軍歩兵連隊兵舎の跡地。
- VDM-アレアル: シュヴァイナウ区。

### 交通

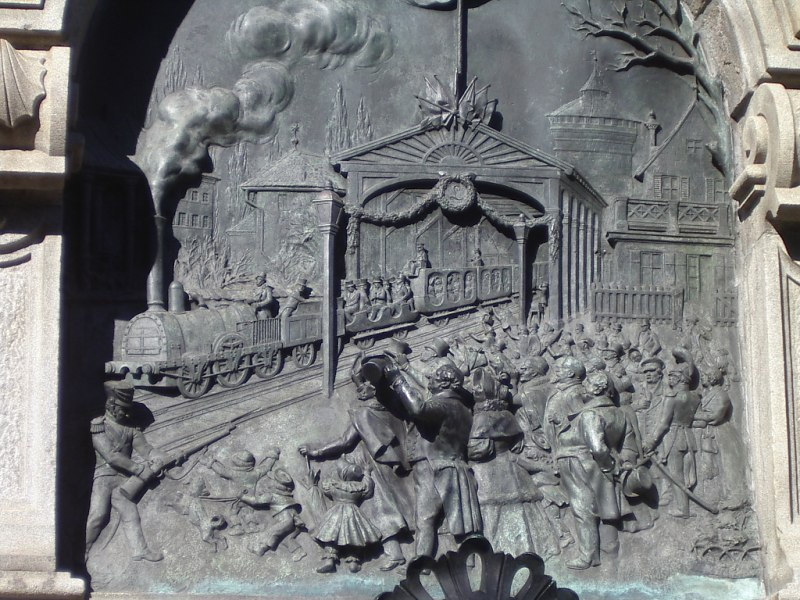
鉄道の泉に飾られた鉄道開業時のニュルンベルク駅を描いた銅板レリーフ

#### 歴史
ニュルンベルクは交通の要衝に位置し、中世には既に重要な交易路がいくつも交差していた。このためかつてニュルンベルクはヨーロッパで最も裕福な都市の一つであった。1835年12月8日にドイツ初の鉄道アドラー号がニュルンベルクとフュルトの間で運行を始めた。その後、19世紀に鉄道網が整備されるにつれ国際交通の結節点としての地位はより重要性を増していった。
20世紀に入り、多くの遠距離道路、空港、港が新設、拡充され、この街は重要な交通ポイントとして発展した。

#### 広域交通
ドイツの地方間を結ぶ広域交通はドイツ鉄道が担っている。ニュルンベルク中央駅は、その広域交通における北バイエルンのハブ駅の役割を果たしている。ニュルンベルクは多くのICE、ICおよびいくつかの急行列車の乗り継ぎ駅となっている。
主要路線は以下の通り。

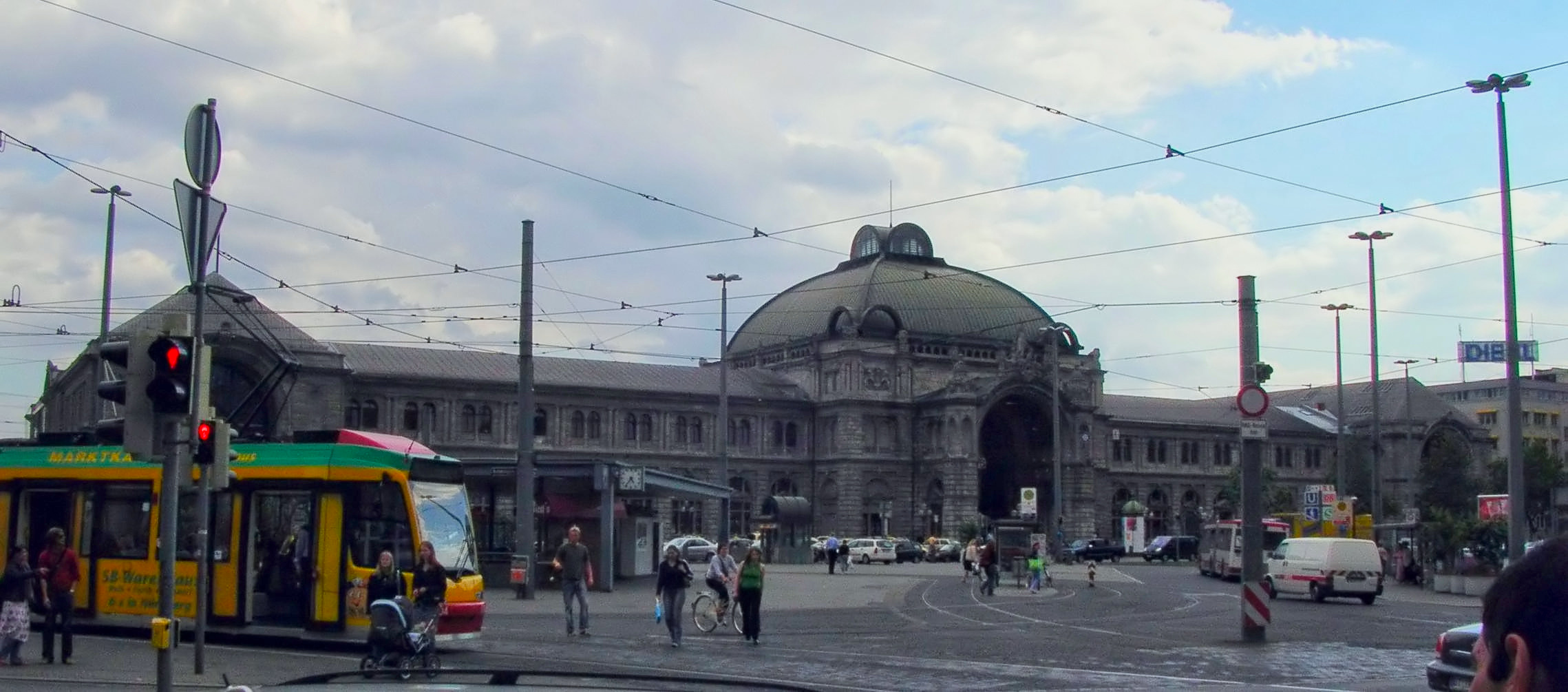
ニュルンベルク中央駅

- ICE ブレーメン/ハンブルク - ハノーファー - フルダ - ヴュルツブルク - ニュルンベルク - ミュンヘン
- ICE ハンブルク - ベルリン - ライプツィヒ - ニュルンベルク - ミュンヘン
- ICE ルール地方 - フランクフルト・アム・マイン - ヴュルツブルク - ニュルンベルク - ミュンヘン/レーゲンスブルク - パッサウ
- IC カールスルーエ - シュトゥットガルト - ニュルンベルク
- IRE ニュルンベルク - ホーフ - ケムニッツ - ドレスデン（準広域交通「フランケン＝ザクセン特急」）
- RE ニュルンベルク - シュヴァンドルフ - プラハ（準広域交通「バイエルン＝ベーメン特急」）

2008年4月からニュルンベルク中央駅には、ヘルスブルックに本社を置く私鉄 IGEの列車が時折停車するようになった。
主に東ヨーロッパ方面へのたくさんのバス路線があり、長距離交通を円滑なものにしている。主要な発着所はニュルンベルク・バスステーションで、中央駅から徒歩約2分の距離にある。

#### 地域交通

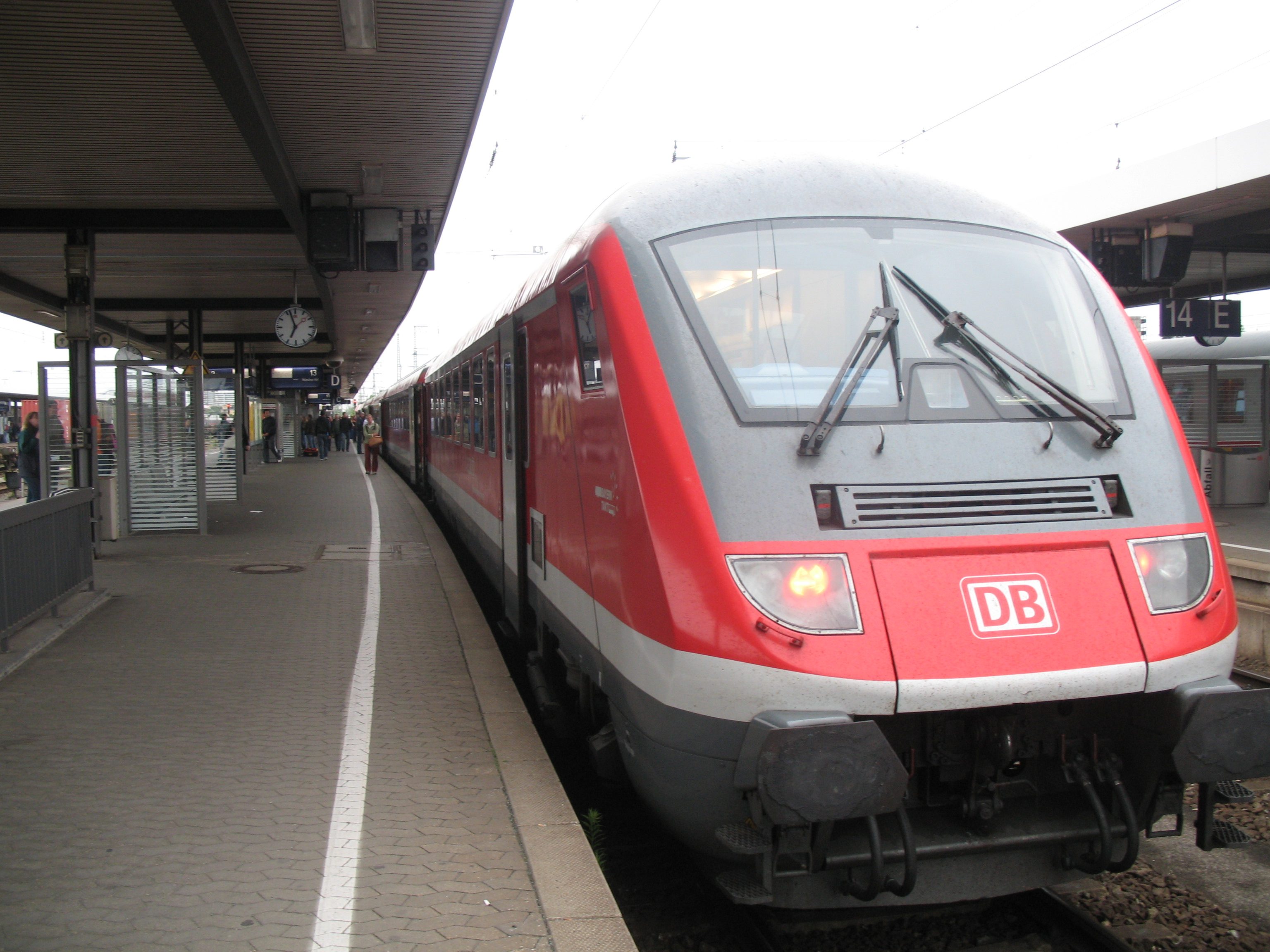
ニュルンベルクとインゴルシュタットを結ぶレギオナルエクスプレス。手前に写っているのは制御客車で、もう一方の端に機関車が連結されたプッシュプル列車である

数多くの地域交通が広域交通網を補完している。レギオナルエクスプレスやレギオナルバーンの列車が、アムベルク、アンスバッハ、フォルヒハイム、キッツィンゲン、パールスベルク、ペグニッツ、トロイヒトリンゲン方面を結んでいる。
2006年12月10日にニュルンベルク-インゴルシュタット-ミュンヘン高速線を経由する地域列車「ミュンヘン・ニュルンベルク・エクスプレス」が運行を開始した。最高速度190km/hで走行するドイツ国内で2番目に速度の速い地域列車となっており、ミュンヘンまで2時間弱で結んでいる。
統一料金システムであるため、地域交通や市内交通は広域交通を一緒に利用することができる。ニュルンベルク広域交通連盟 (VGN) の料金は、全ミッテルフランケンとオーバーフランケン、ウンターフランケン、オーバープファルツの一部でも有効である。

#### 市内交通

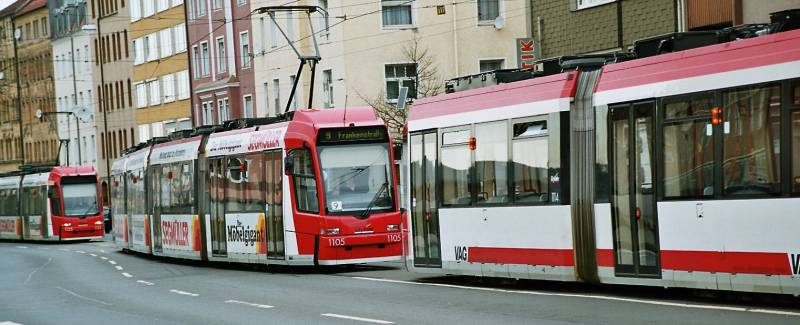
ニュルンベルク市電

近郊公共交通機関の市内路線はニュルンベルク交通活動会社 (VAG) が運営している。交通の基本骨格は3つの市電路線と3つのUバーン（地下鉄）路線からなる鉄道路線により形成される。ドイツ鉄道の3つのSバーンも都市交通に分類され、ニュルンベルク市内交通の重要な一部を担っている。51路線ある市バスは、Uバーン、Sバーン、市電が運行していない地域を結び、その開発に寄与している。
2005年の統計では、VGNが統合管理している公共交通機関は、延べ1億4767万人の乗客を運んだ。
ニュルンベルク市内交通の特徴として以下の点が挙げられる。
- 全ての市電およびバス車両が低床車である。
- 天然ガスで走るバスがドイツで最初に路線バスに採用された。
- 2008年6月14日に開業した地下鉄U3線は、世界で初めて自動運転車両と従来通りの有人運転車両が混在する路線区間を有する。

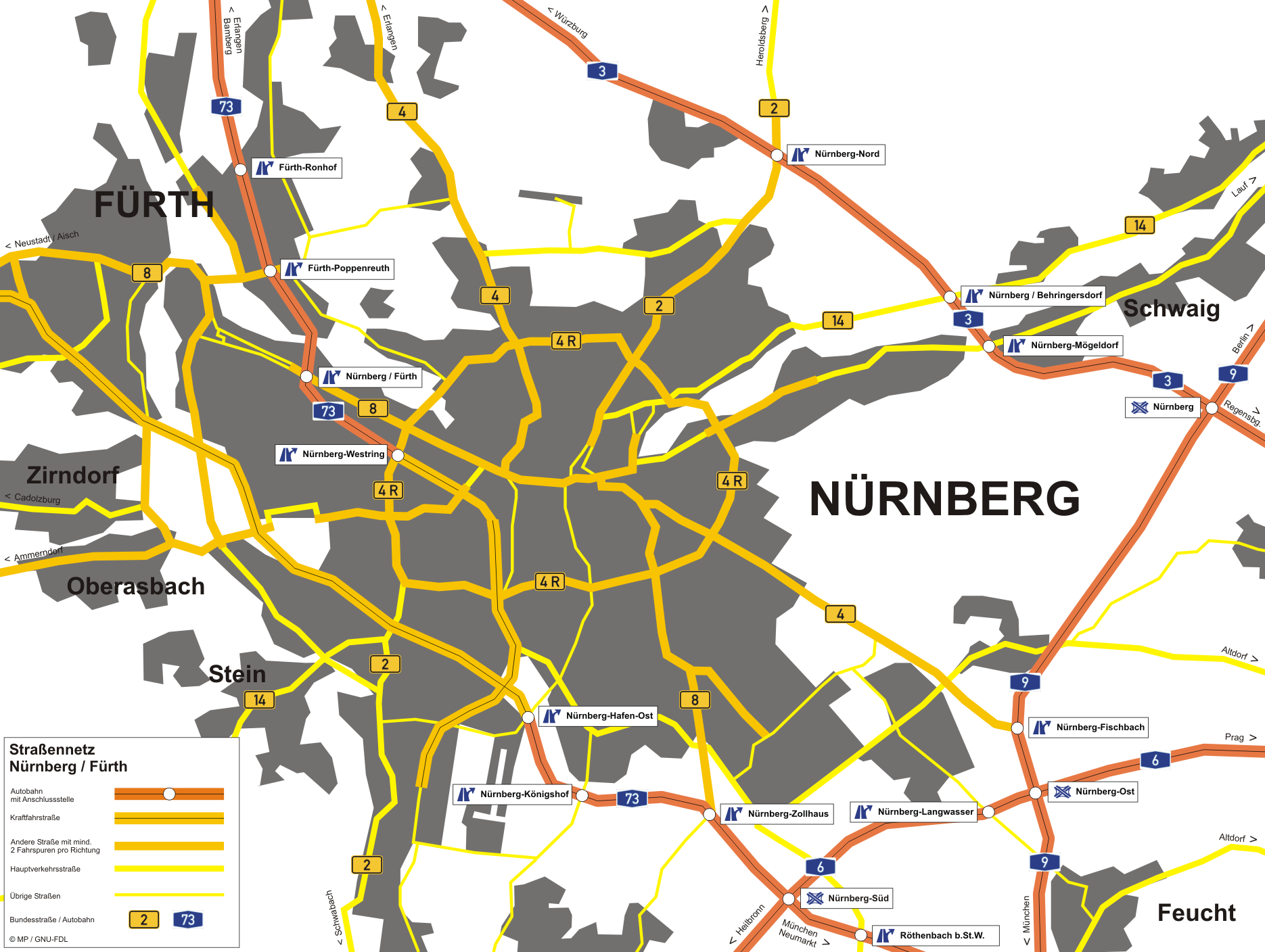
ニュルンベルク周辺のアウトバーンと主要道路

#### アウトバーン
ニュルンベルクは主要な連邦アウトバーンの交差点となっており、市の東部と南部にジャンクションが設けられている。
- A3号線 エンメリヒ・アム・ライン - デュッセルドルフ - ケルン - フランクフルト・アム・マイン - ヴュルツブルク - ニュルンベルク - レーゲンスブルク - パッサウ
- A6号線 ザールブリュッケン - カイザースラウテルン - マンハイム - ハイルブロン - ニュルンベルク - アムベルク - ヴァイトハウス
- A9号線 ベルリン - ライプツィヒ - バイロイト - ニュルンベルク - インゴルシュタット - ミュンヘン
- A73号線 フォイヒト - ニュルンベルク - フュルト - エアランゲン - バンベルク - コーブルク - ズール

#### 連邦道
市域内を貫いている環状連邦道B4R号線に以下の連邦道が接続する。
- B2号線 ローソウ - ベルリン - ルターシュタット・ヴィッテンベルク - ライプツィヒ - ゲーラ - ホーフ - バイロイト - ニュルンベルク - ドナウヴェルト - アウクスブルク - ミュンヘン - ミッテンヴァルト
- B4号線 バート・ブラムシュテット - ハンブルク - ブラウンシュヴァイク - エアフルト - イルメナウ - コーブルク - エアランゲン - ニュルンベルク - フィッシュバッハ・バイ・ニュルンベルク区
- B8号線 エンメリヒ・アム・ライン - デュッセルドルフ - ケルン - フランクフルト・アム・マイン - ヴュルツブルク - ノイシュタット・アン・デア・アイシュ - フュルト - ニュルンベルク - ノイマルクト・イン・デア・オーバープファルツ
- B14号線 シュトッカハ - ツットリンゲン - ホルプ・アム・ネッカー - シュトゥットガルト - シュヴェービッシュ・ハル - アンスバッハ - ニュルンベルク - ズルツバッハ＝ローゼンベルク - ヴァイトハウス

#### 市内道路
市内の全道路の総距離は1,138.8kmである（2006年1月1日現在）。500以上の交差点に信号機が設けられている。信号機は時刻や交通状況に応じて自動と手動を切り替えるようプログラムされている。消防車両、市電、路線バスは100以上の交差点で常に優先となる。
住民1000人に付き582台の原動機付き車両がある。ニュルンベルクの交通量の大きな部分を日々の通勤者が占めている。2005年に行われた平日の無作為調査では572,543台の車両が市境を越えて往来していた。
2004年の交通事故統計によれば、市内の交通事故で2,703人が負傷し、11人が亡くなった。

##### 動的交通システム

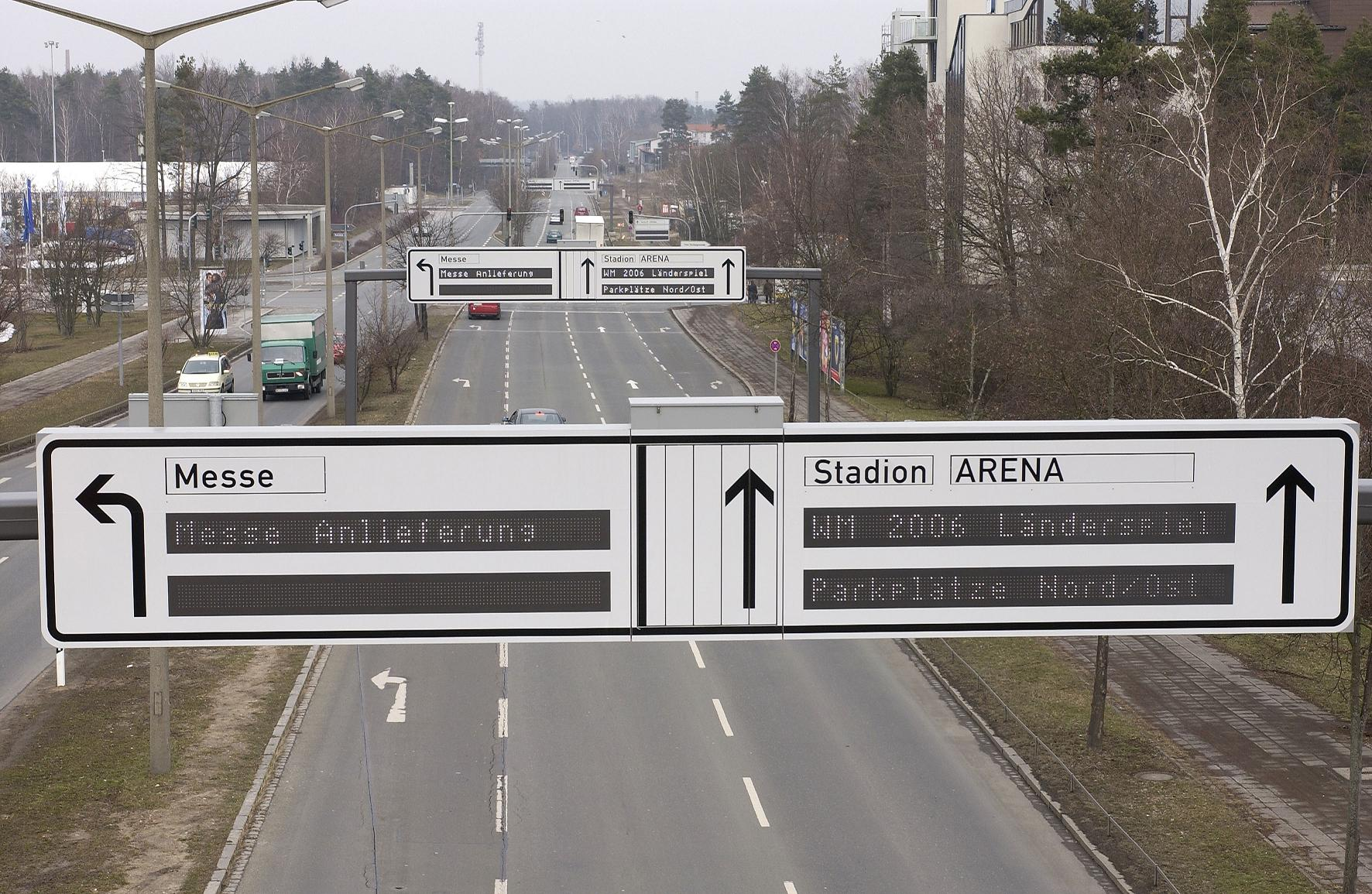
ニュルンベルクの動的交通システムに連動した可変式標示板

催し物や工事、事故といった特殊な場合の交通規制のために、ニュルンベルクには動的交通制御システムが導入されている。これは道路上の交通量、車両種別、おおよその速度を把握するもので、こうした情報は自動的、あるいは人により解析され、交通状況を適正に保つようアウトバーン周辺はじめ市内140カ所に設けられた可変式標示板の表示を切り替える。ニュルンベルクの動的交通制御システムは、この種のものとしてはヨーロッパ最大規模のものである。

#### 自転車道
ADACは2003年にニュルンベルクの自転車道路網の状況を平均並みと評価した。短所としては、たとえばブーヒャー通りやターフェルフェルト通りのような主要道路沿いの自転車レーンが不足している点を批判している。長所としては、比較的少ない事故数と、信号の切り替えが自転車に配慮されている点が挙げられている。
2005年の全ドイツ自転車クラブ (ADFC) が行った行ったアンケート調査では、人口20万人以上の都市部門で28都市中13位と中程度の評価であった。ここでは市内中心部へのアクセスの良さが評価され、工場周辺地域の交通が批判されている。

#### 歩行車道
ニュルンベルクは、約1.6km2の旧市街内にいくつもの歩行者専用道があり、その総延長は約5,700mである。市議会は1966年に地下鉄が建設され地上の交通が格納された跡地を歩行者専用区域にすることを決めた。1973年に都市建設のコンペが行われ、ベルンハルト・ヴィンクラーの提案が勝利し、採用された。この計画に基づいて1975年に歩行者専用区域が設けられた。
ペグニッツ川や、ヴェールダー・ヴィーゼ、ヴェールダー湖沿いの歩行者専用道は人気があり、多くの散策車やジョガーに利用されている。

#### 航空
市の北部にあるニュルンベルク空港は、ニュルンベルクを国内・国外航空路に結びつけている。
離着陸数は1998年の84,041回から2006年には78,043回に減少しているものの、この間の利用者数は2,529,307人から3,965,357人と増加している。

#### 水運

ニュルンベルク・バイエルン港

ニュルンベルクは市の西端を通るマイン＝ドナウ運河によって国内・国際航路と結ばれている。ニュルンベルク・バイエルン港の近くに南ドイツ最大の貨物流通センター (GVZ) がある。

### メディア

#### 新聞、定期刊行物
ニュルンベルクの主要な新聞には、『ニュルンベルガー・ナハリヒテン』 (NN)、『ニュルンベルガー・ツァイトゥンク』 (NZ)、『アーベントツァイトゥンク』および『ビルトツァイトゥンク・ニュルンベルク』がある。市自身も定期刊行紙『ニュルンベルク・ホイテ』を発行している。この情報紙は市のできごとや今後の展望について解説するものである。ニュルンベルクのオリンピア出版のスポーツ紙『キッカー』は連邦全土で発刊されている。

#### テレビ
バイエルン放送はニュルンベルクにスタジオ・フランケンを有し、フランケン地方全域のラジオおよびテレビの報道を担当させている。民放のフランケンTVはニュルンベルク＝フュルト＝エアランゲン地区、ならびに全ミッテルフランケンおよびオーバープファルツ西部向けに放送を行っている。
2005年5月30日から24のテレビ局はDVB-T方式のデジタル放送をニュルンベルク送信所から送信し始め、2005年8月31日にアナログ放送をデジタル放送に切り替えることを決定した。ニュルンベルクはドイツで9番目にデジタル化された地域である。
2006年3月以降、IT-サービス会社アトス・オリジンは、ハンブルクにあったプレミア・テレビGmbHの計算機センター管理部門をニュルンベルクに移した。

#### ラジオ
ニュルンベルク地方では、バイエルン放送のスタジオ・フランケンの他、様々な商用ローカル放送がある。ゴング 97.1、ヒット・ラジオ N1、シャリヴァーリ 98.9、ピラト・ラジオ、ラジオFなどである。これらは共用のラジオ放送局をニュルンベルクに置いている。ヴィルラジオ 91.0は市内中心部にスタジオをもち、NRJラジオ・グループのエナジー・ニュルンベルクはニュルンベルク保険のビジネスタワー内にスタジオを所有している。
この他にラジオZや教育チャンネル AFK maxも放送を行っている。

### 公的機関

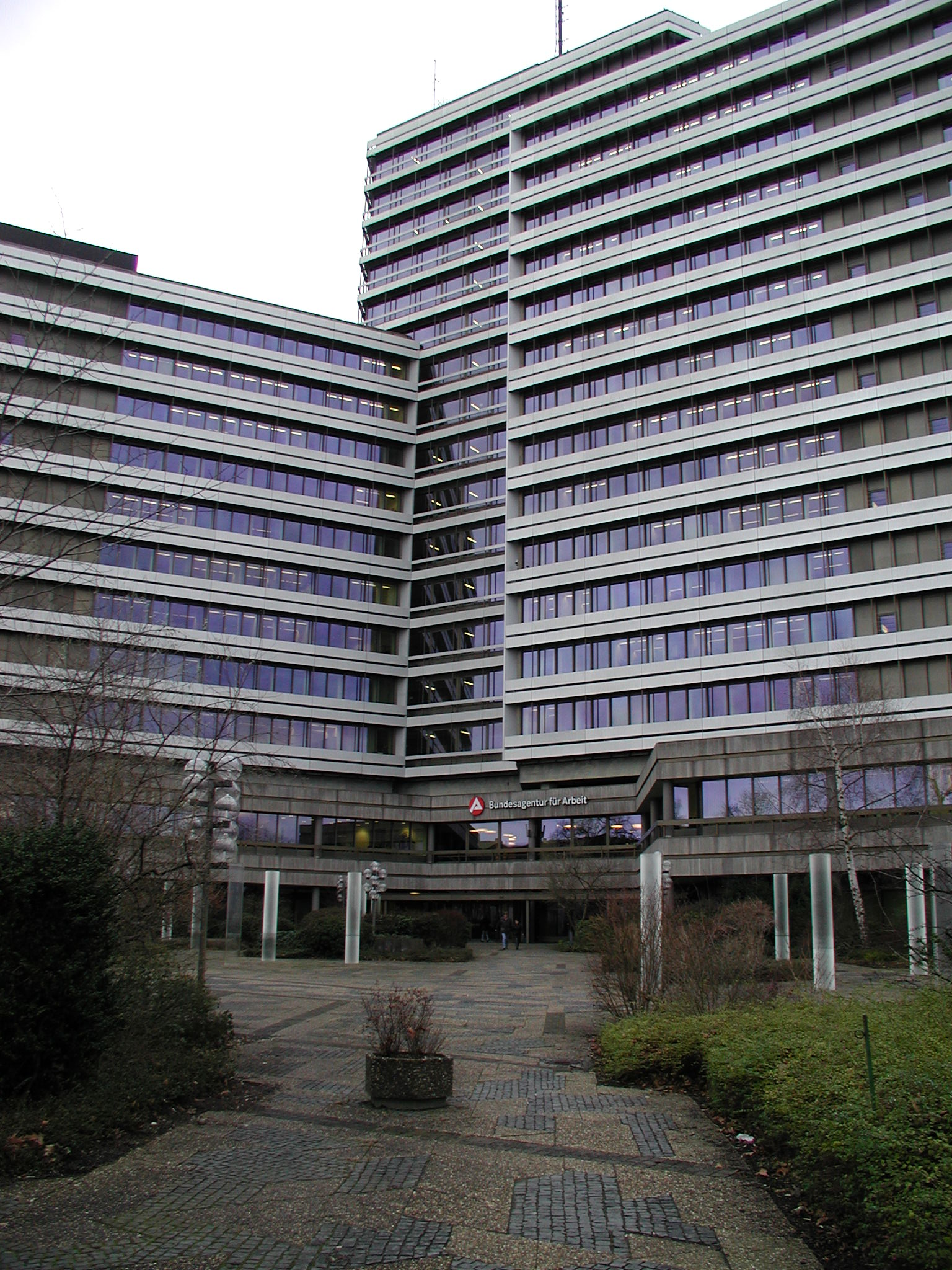
連邦労働局の管理センター

ニュルンベルクは以下の政府官庁、施設もしくは公益法人の所在地である。
- 連邦労働局
- 連邦移民・難民局（旧連邦未確認外国人難民局）
- ニュルンベルク中央税務署
- 連邦労働局の、労働市場と職業に関する研究所
- 連邦上級金融監督局
- 連邦労働局バイエルン地方監督局
- ニュルンベルク水利・水運局
- 連邦警察ニュルンベルク監査局

さらに
- ミッテルフランケン手工業組合
- ニュルンベルク商工会議所
- 歯科医師会

もある。

#### 裁判所
- ニュルンベルク区裁判所
- ニュルンベルク＝フュルト地方裁判所
- ニュルンベルク上級地方裁判所
- ニュルンベルク金融裁判所
- ニュルンベルク社会裁判所

## 教育・研究

### 教育機関
ニュルンベルクにはフリードリヒ＝アレクサンダー大学エアランゲン＝ニュルンベルクの法律・経済学部経済学専攻部門（かつては独立したニュルンベルク経済学・社会学専門大学であった）と旧教育学部の研究所（旧教育専門大学）がある。この他にゲオルク＝ジモン＝オーム専門大学ニュルンベルク、造形芸術アカデミー、ニュルンベルク・プロテスタント専門大学、ニュルンベルク音楽大学がある。
この他の市内の教育機関としては、ギムナジウムが13校、実科学校が5校、総合学校が3校、専門上級職業学校が2校あり、多くの職業学校、職業専門学校、専門学校、本課程学校、基礎課程学校がある。

### 研究機関

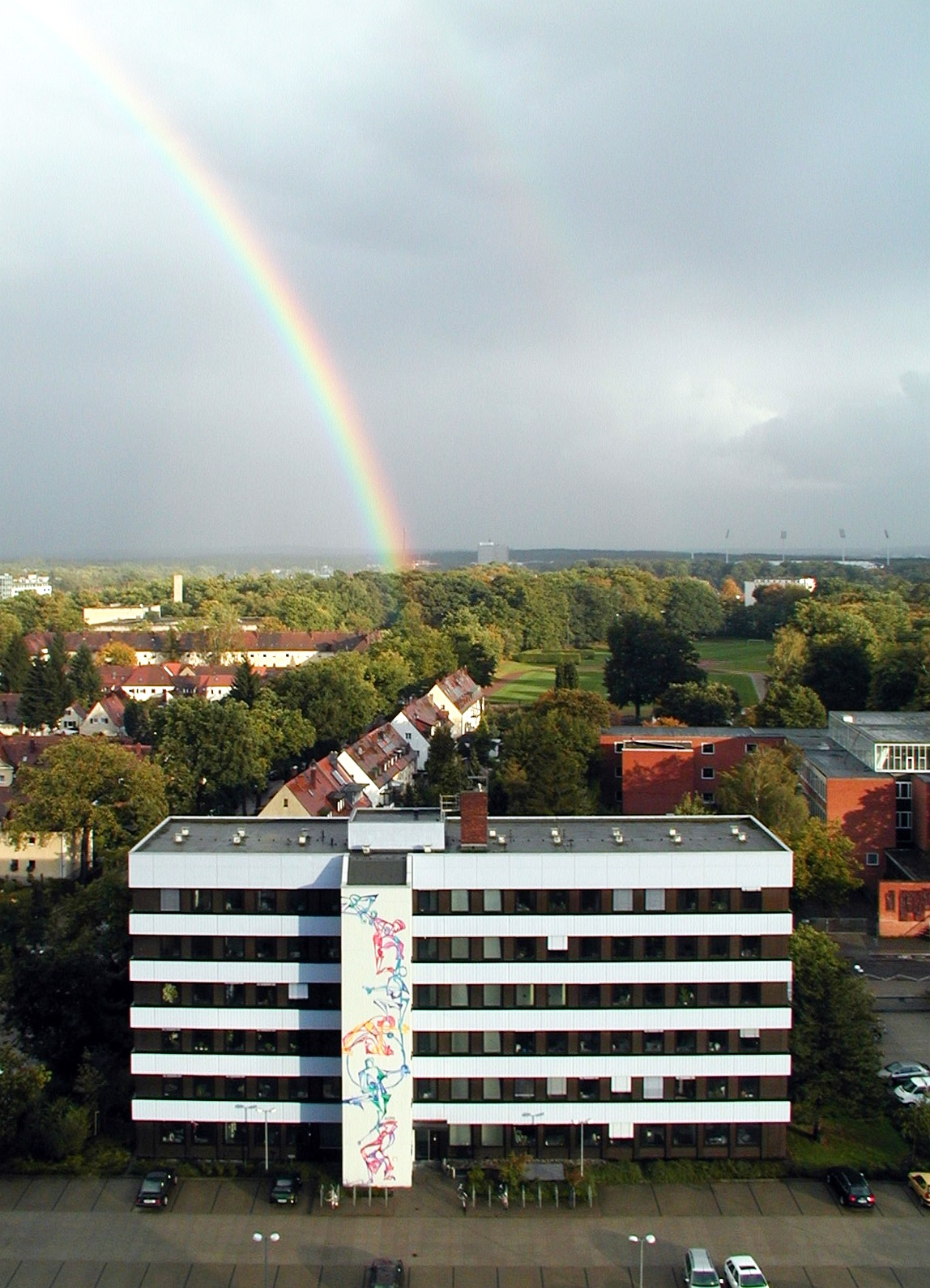
労働市場と職業に関する研究所

市の北東部にAlcatel-Lucentの「オプティカル・センター・オブ・エクセレンス」がある。ここにはフラウンホーファー協会の集積回路研究所 (IIS) もある。
ニュルンベルクは労働市場と職業研究の中心地でもある。労働市場と職業に関する研究所 (IAB) と企業教育研究所 (f-bb) がある。

### 図書館、資料館
市立図書館は、エギディーンプラッツ図書館（ピラーハウス内）、中央図書館、多くの特別図書館、指導図書館を運営している。市立図書館の管理部門はエギディーンプラッツ図書館に置かれている。市立図書館の分館はフランケン・センター近くのランクヴァッサー区にある。エアランゲン＝ニュルンベルク大学の図書館は、他の大学施設に近いトゥッヒャーゲレンデにある。
ニュルンベルク市立文書館は、ノリスハレ（マリエントーアグラーベン 8）にある。

## 文化と見所
ニュルンベルク裁判所 -1916年に完成、1932年まで裁判所として利用された。第一次世界大戦では完成していた西側部分が軍病院として利用された。第二次世界大戦では、軍や政府機関やゲシュタポなどの部署が置かれた。戦争の被害はほとんどなく。戦後になると、ナチス党がニュルンベルクで党大会を行っていたことから、象徴的にニュルンベルクで国際刑事法に基づく初めての軍事裁判を行った。その時に使われたのがニュルンベルク裁判所600号室である。

### 劇場と映画館

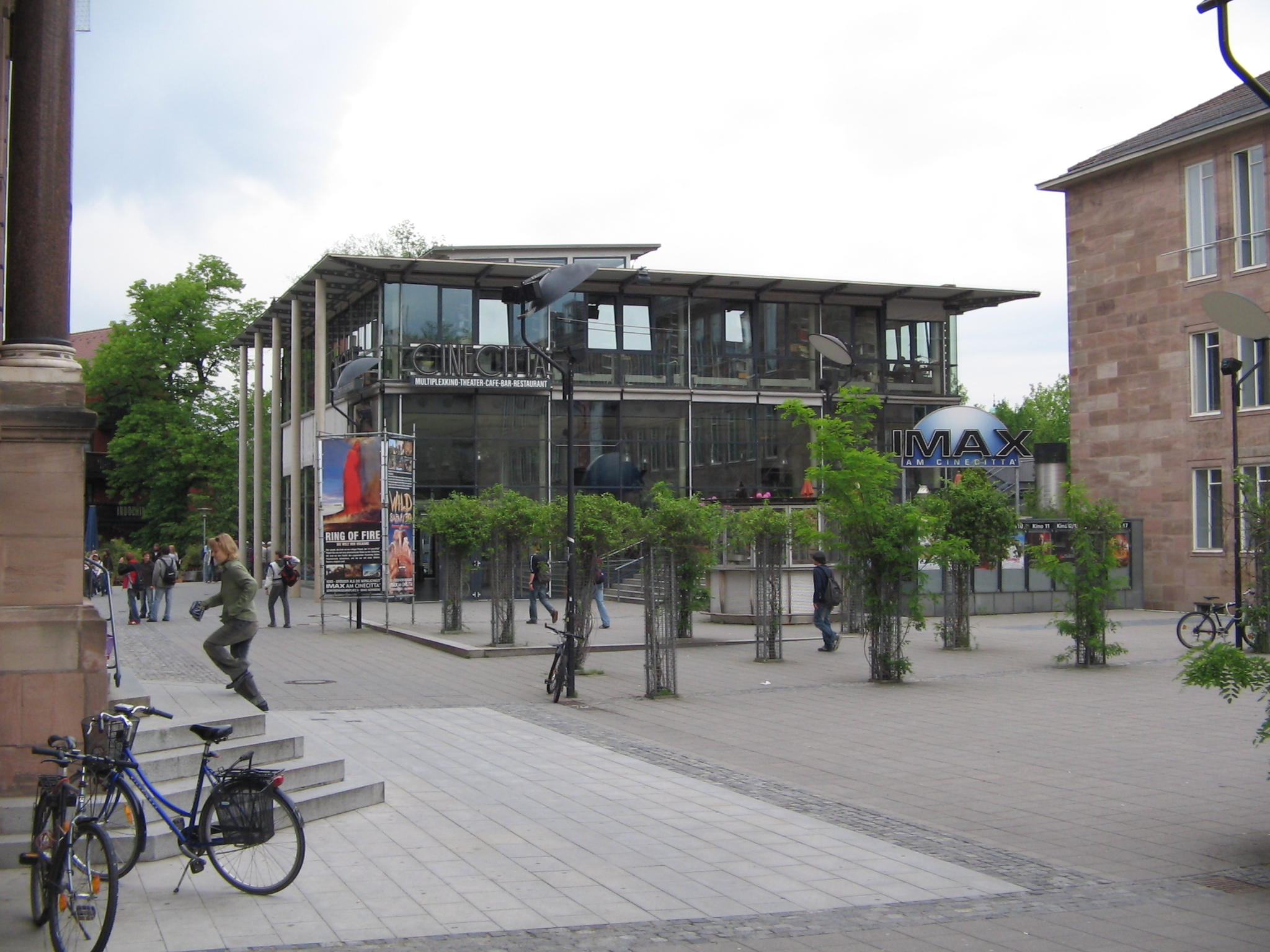
チネチッタ・ニュルンベルク

ニュルンベルクの一番大きな劇場はニュルンベルク州立劇場（オペラハウス（歌劇場）とシャウシュピールハウス（演劇場）からなる）である。この他に、これよりは小さな劇場がいくつかある。
- ゴストナー・ホーフ劇場
- ニュルンベルク・ブルク劇場
- タッシロ劇場
- タリアス・コムパグノンス — 人形劇場

ニュルンベルクには良質な子供劇場もある
- ムムピッツ劇場
- ロールレッフェル劇場
- プフュッツェ劇場
- ニュルンベルク旧市街劇場 e.V.

ニュルンベルクの商用映画館は、フィルムハウス・ニュルンベルク、外国語映画館ロキシーのほか、チネチッタ・ニュルンベルク（ドイツ最大のシネマコンプレックス）、キノパラスト・アドミラル、その他小さな映画館がある。
- ニュルンベルク・ブルク劇場
- キノパラスト・アドミラル

### 博物館

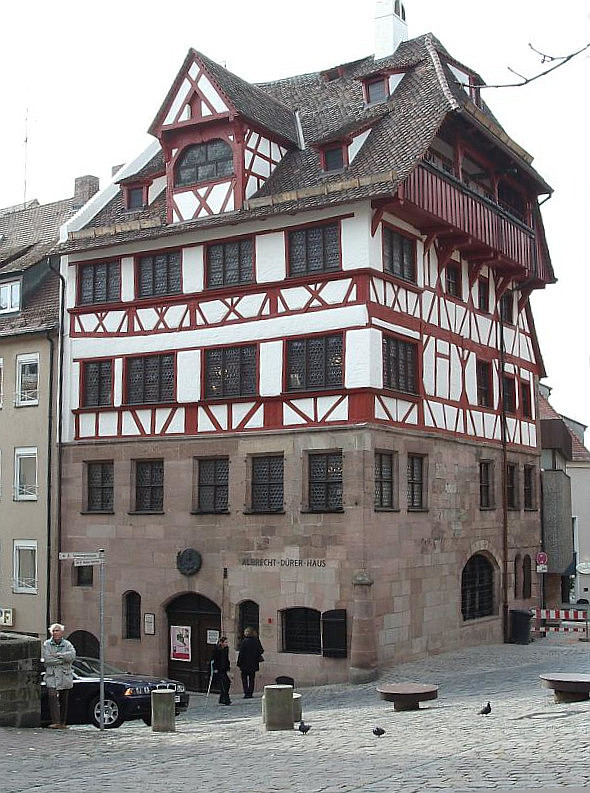
アルブレヒト・デューラー・ハウス

ニュルンベルクは芸術史、文化史の博物館が豊富な街である。多くの芸術作品を街のあちらこちらにある博物館で見ることができる。主要な博物館は以下の通り。
- アルブレヒト・デューラー・ハウス: ニュルンベルクの画家アルブレヒト・デューラーの住居で、デューラーの生涯に関する資料を展示している。建物そのものも戦災などの影響を免れ、ヨーロッパ北部で唯一現存するルネサンス期の都市建築である。
- 帝国党大会会場文書センター: ナチス時代のニュルンベルクの歴史資料館
- ゲルマン民族博物館: ドイツ最大の文化史博物館
- 皇帝の城博物館: ニュルンベルク城内
- ニュルンベルク芸術ホール
- 旧監獄（旧市庁舎内）
- 旧市電車庫ザンクト・ペーター: 歴史的な市電博物館
- 工業文化博物館
- ニュルンベルク新博物館（芸術とデザインのニュルンベルク州立博物館）
- 玩具博物館
- 市立博物館 フェムボハウス
- トゥルム・デア・ジンネ: 体験と錯覚のインタラクティヴ博物館: 西門近くの城壁内にある
- ニュルンベルク交通博物館: 鉄道とコミュニケーション（郵便・通信）の博物館。ヨーロッパ工業文化街道のアンカーポイントである。

- 帝国党大会会場文書センター
- ゲルマン民族博物館の正面出入り口
- トゥルム・デア・ジンネ
- ニュルンベルク交通博物館

### 音楽

#### 主要なコンサートホールおよび催事場

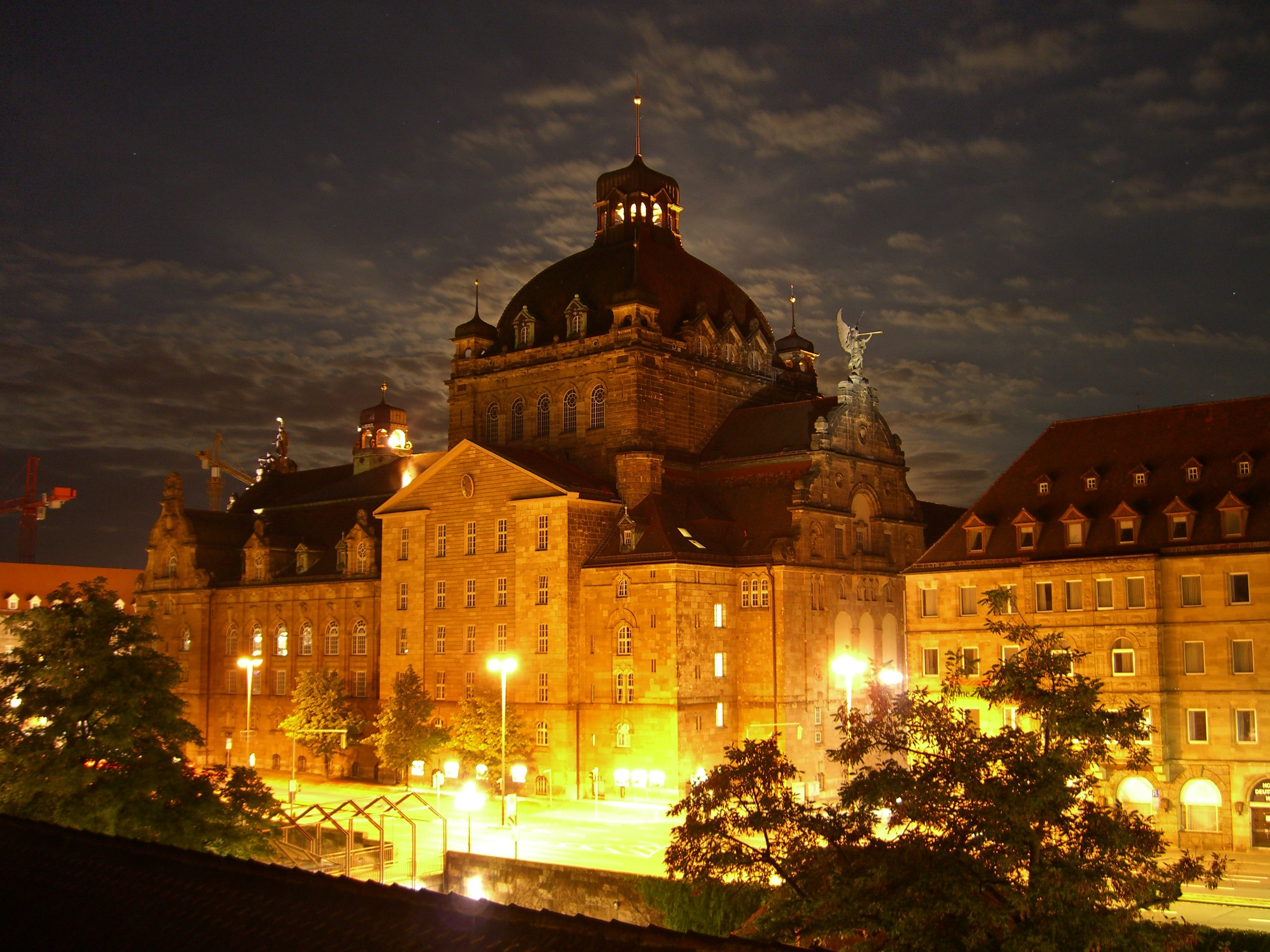
ニュルンベルク州立劇場オペラハウス

- ニュルンベルク保険アレーナ
- フランケンハレ
- ヒルシュ
- レーヴェンザール・ニュルンベルク
- ゼレナーデンホーフ
- マイスタージンガーハレ
- ニュルンベルク州立劇場オペラハウス
- K4
- ターフェルハレ
- カタリーナ修道院跡

- ニュルンベルク保険アレーナ
- マイスタージンガーハレ大ホールでのニュルンベルク交響楽団の公開練習
- 文化センターK4

#### 大オーケストラ
- ニュルンベルク・フィルハーモニカ — このオーケストラは1965年に設立された。前身は1890年に創設されたニュルンベルク・フィルハーモニー管弦楽団と市立オーケストラである。
- ニュルンベルク交響楽団 — 1946年に設立されたこのコンサート・オーケストラは広いレパートリーを持ち、様々な仕事を行っている。シンフォニー・コンサートや合唱のコンサートあるいはゼレナーデンホーフでの野外コンサートの他、映画音楽の分野でも長い伝統を持つ。『ベン・ハー』や『クォ・ヴァディス』のサウンドトラックを担当し、TVシリーズ『美女と野獣』の伴奏音楽で1992年のグラミー賞を受賞している。コンサートは主にマイスタージンガーハレで開催されている。
- ニュルンベルク・ユーゲントオーケストラ (NJO) — 約50人のメンバーからなるNJOは1985年に設立された。
- ニュルンベルク・アコーディオン・オーケストラ (NAO) — 1946年に設立されたこの楽団は、ヨーロッパ最高のアコーディオン・アンサンブルの一つに数えられている。

#### 主要な合唱団
- ニュルンベルク・ゴスペルクワィア — 約50人のメンバーからなるこのゴスペルコーラスグループは1970年に設立された、この分野ではニュルンベルクで最も古い団体である。
- 聖ローレンツ・バッハ合唱団 — 約140人の団員を数えるこの合唱団は、1923年にローレンツ教会のカントルであったヴァルター・ケルナーによって設立された。
- ゼバルダー・カントライ
- ニュルンベルク・エギディーン合唱団
- ニュルンベルク・フィルハーモニック合唱団

### サークル、協会
ニュルンベルクには数多くのサークルや協会がある。その中には長い伝統を持つものもある。著名な団体として以下のものが挙げられる。
- ニュルンベルク旧市街友好協会 e.V.
- ドイツ・サッカー文化アカデミー
- フリーダーリヒ e.V. — 同性愛者のサークル
- ゲシヒテ・フュア・アレ e.V. — 地方史研究グループ
- ユンゲ・プレッセ・バイエルン — バイエルンの若者向けメディア協会（ニュルンベルク事務所がある）
- ニュルンベルク芸術協会 — ドイツで最も古い芸術協会
- ニュルンベルク自然史協会
- ニュルンベルク天文学協会
- ニュルンベルクの観光客誘致協会「ディー・シュタットフューラー e.V.」

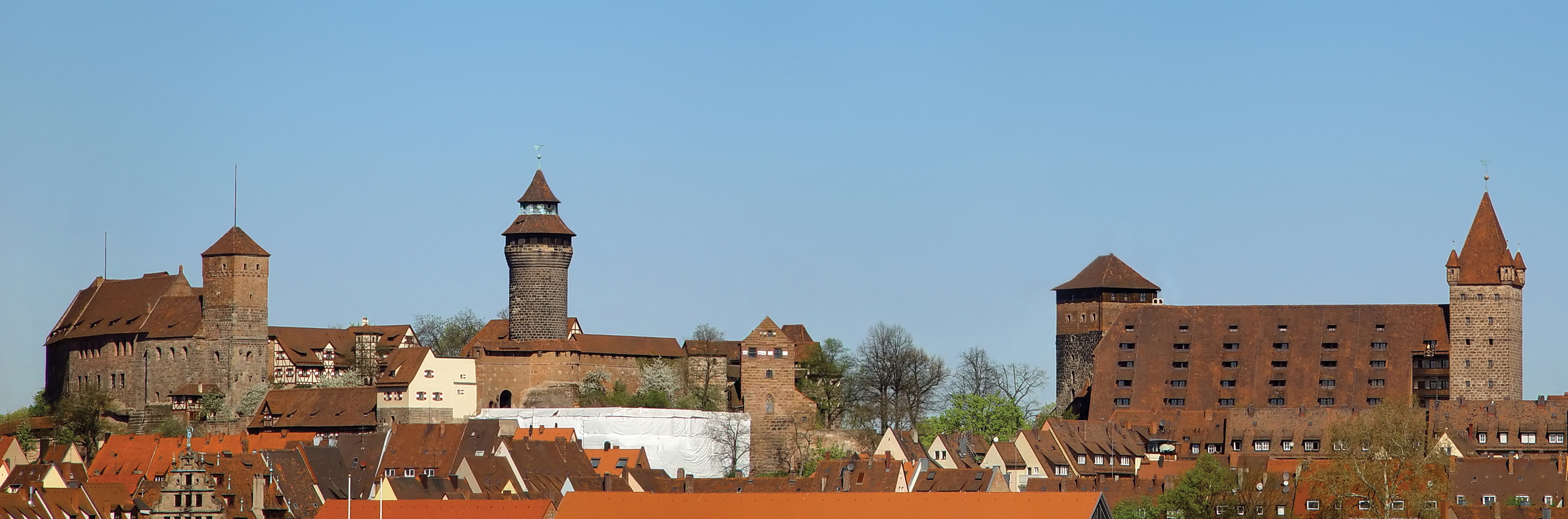
ニュルンベルク城の遠景。向かって右に少し離れた建物はユースホステルとして利用されている

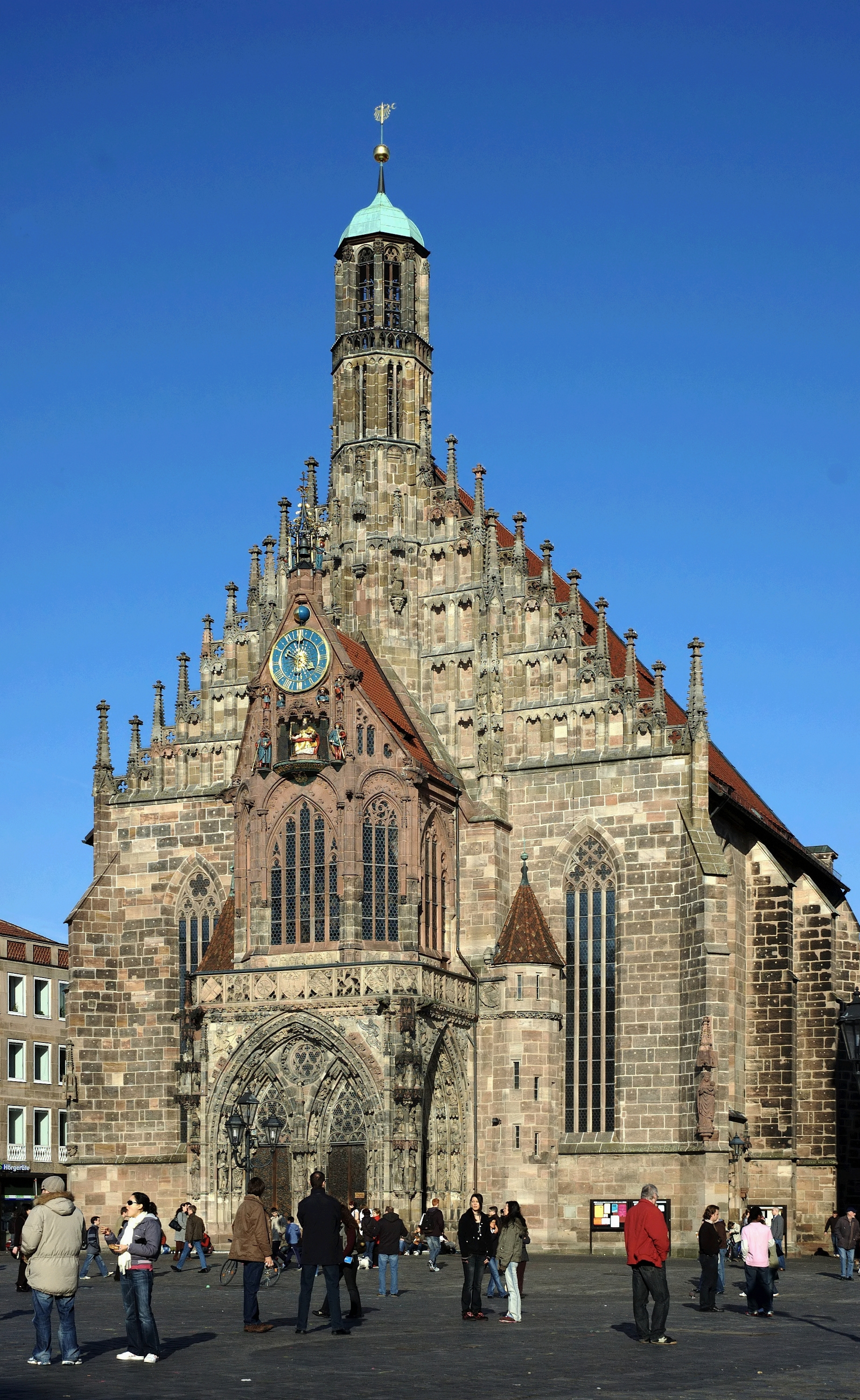
フラウエン教会

### 建築
第二次世界大戦後に再建された市壁内の街並みの所々に、芸術史および文化史的価値の高い中世や近世の建築物の遺構や断片が点在する。
中心街の見所として、特に以下のものが挙げられる。
- ニュルンベルク城（カイザーブルク） — この街の象徴的建造物である。
- 城山の麓の防衛施設
- ハウプトマルクト周辺
  - シェーナー・ブルンネン（美しの泉） — 泉の格子に継ぎ目のない「金の指輪」と呼ばれる真鍮製のリングが掛かっており、これを回すと幸運に恵まれるという言い伝えで有名である。ただし金のリングは観光用で、本物とされているものは反対側にあり地味な色調である。
  - 市庁舎
  - フラウエン教会（聖母教会） — ハウプトマルクト（中央広場）の東側に建つゴシック建築。カール4世の金印勅書公布を記念して建設された。ファサードには、その時の様子をモチーフにした仕掛け時計がある。1361年ニュルンベルク初の「帝国宝物」展観行事がこの教会の出窓で行われた[40]。
- 聖ローレンツ教会 — 旧市街のペグニッツ川を隔てて南側「ローレンツ地区」の教区教会。ゴシック建築の大規模な教会。正面扉（Hauptportal）は1330-1340年制作[41]。内陣、天井から吊り下げてあるファイト・シュトース（Veit Stoß）作の「受胎告知」（Der Englische Gruß ＜天使祝詞＞；1517/1518年）が有名[42]。内陣にはまた、美術史家ヴェルフリンに「後期ゴシックの精華」と称えられた、高さ20メートルに及ぶ聖体安置塔（Sakramentshaus； 1493-1496）が聳えている。「まるでゴシック大聖堂のミニチュア」（阿部謹也）のような石塔の台を背中で支える形で付けられているのは作者アダム・クラフト（Adam Kraft； 1455/60-1509）とその弟子たちの像である[43]。
- 聖ゼーバルドゥス教会（ゼーバルト教会） — 旧市街北側「ゼーバルドゥス地区」の教区教会であり、ニュルンベルクで最も古い13世紀の建築。音楽家ヨハン・パッヘルベルゆかりの教会。
- 聖エギディーン教会
- ハイリヒガイスト・シュピタール（聖霊施療院） — この施療院の教会に1424年から1796年まで「帝国宝物」（Reichskleinodien）が保管されていた[44]。 15世紀・16世紀に出版され、多くの読者を獲得した民衆本の主人公ティル・オイレンシュピーゲルは、ドイツのハンザ都市を放浪し、雇われた先でいたずらをして回るが、ニュルンベルクに来ると、病人であふれていた、「キリストの聖槍や、そのほか珍しい御物が安置されて（いる）」この病院で、患者を全員なおすといつわって院長を欺いている（第17話）[45]。
- フライシュ橋（肉屋の橋）
- ヘンカー・シュテーク（死刑執行役人の橋）
- ケッテン橋（鎖橋）
- ヴァイセ・トゥルム（白い塔）
- エーエカルッセルの泉 — ヴァイセ・トゥルムの前にある噴水。ハンス・ザックスの詩をもとにした結婚に関する寓意が表現されている。
- アルブレヒト・デューラー・ハウス
- ゲンゼメンヒェンブルンネン（ガチョウ小人の泉） — 聖母教会裏の小さな泉

これらの見所の多くは歴史的文化財を示す標識で示されている。
この他にも、ニコラウス・コペルニクスに因んで名付けられたプラネタリウム、動物園、文書センターがある帝国党大会会場やレギオモンタヌス天文台なども見所である。著名な人物の墓があることで知られるヨハネス墓地やローフス墓地はフォアオルト（郊外）にある。旧市街南側の市壁と濠に面して中央駅と歌劇場（ニュルンベルク州立劇場）がある。これらはどちらもニュルンベルク城から肉眼で見ることができる。
2004年8月7日から「デューラーの小径」が設けられた。これはアルブレヒト・デューラーの足跡をたどる観光周遊路である。この周遊路沿いに屋外でのAV施設によるガイドが設けられ、観光客はマイクロコンピュータを使って音と映像による旧市街のガイドが楽しめる。
1975年から1977年にかけて、シュヴァイナウ区にニュルンベルク送信塔が建設された。2005年に送信アンテナを交換した後の高さは292.8mで、ドイツで3番目に高い送信塔である。185mの高さに「ニュルンベルガー・アイ」（ニュリンベルクの卵）というニックネームが付けられた展望台がある。ニュルンベルクの卵という名称は、もともと16世紀後半に製作された首掛け式の小型時計に対して使われたものであった。また送信塔全体には「シュパルゲル」（アスパラガス）というニックネームもあり、実際に周辺にはアスパラガスなどを栽培する耕作地が広がっている。1988年以降、Sat.1とRTLplusのテレビプログラムの送信を開始したことからテレビ塔と呼ばれるようになっている。
- シェーナー・ブルンネン
- 聖ローレンツ教会
- 聖ゼーバルドゥス教会
- 聖霊施療院
- フライシュ橋
- ヴァイセ・トゥルム
- エーエカルッセルの泉
- ニュルンベルク送信塔

### 公園
市の南部に位置するルイトポルトハインは、ヨーロッパ最大の野外クラシックコンサートであるクラシック・オープン・エアの会場である。この公園の南東はドゥッツェンタイヒ公園につながっている。この近くには1930年代にナチスが築いた帝国党大会会場（ツェッペリントリビューンもしくはツェッペリンフェルト広場）跡がある。
市の北側には、市立公園と、ツィーゲルシュタイン区に属す大規模なマリエンベルク公園がある。
旧市街の東側、ペグニッツ川沿いに15haの広さを持つ公園ヴェールダー・ヴィーゼンがある。夏には、ビアガーデンや、「感覚育成体験広場」などで訪れる人々を惹きつけている。公園の東側は、ペグニッツ川の貯水池であるヴェールダー湖とその緑地帯につながっている。ヴェールダー・ヴィーゼンの北には、広さ4haの小さなクラマー＝クレット公園がある。
プレラー広場の近くには、小さいながら頻繁に利用されているローゼナウ公園がある。
ペグニッツ川沿いを西に向かったフュルトの近くにあるハラーヴィーゼとコントゥマーツガルテン（それぞれ2ha）の裏手に長く延びたペグニッツァウエン (52.5ha) がある。レーダーラー橋の近くには水遊び広場や水汲み水車のレプリカがある。ペグニッツ川は1999年から再び自然の流れに改修され直された。
環状道路の西側から広さ11haのヴェストパルクが始まり、西側の農地に向かって延びている。ヴェストパルクは1999年に、2009年の連邦庭園博をニュルンベルクで開催するというコンセプトの一部に組み込まれていた。しかし、ニュルンベルクと他の7つの市は候補から落選し、シュヴェリーンでの開催が決まった。
西のシュタインとの境界にあたるレーテンバッハ・バイ・シュヴァイナウ区には27haの広さのファーバーパルクがある。
小さな公園としては、

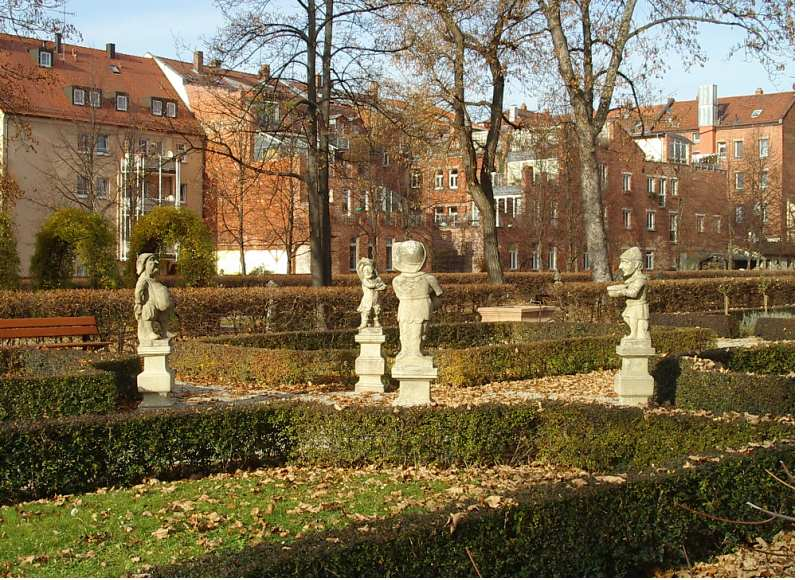
ヘスペリデンゲルテン

- 北部: ニュルンベルク城のブルクガルテン、ザンク・ヨハニス区のヘスペリデンゲルテン、アルヒーフパルク、イルハイン
- 東部: ノインホーフ城のバロック庭園、ツルナウ、レーヒェンベルク、プラトナースベルク
- 南部: ジュートシュタットパルク（中央駅に隣接する）、フンメルシュタイナー公園、アンナパルク（ジュートシュタット区の中心）、ハーゼンブルック

また、ニュルンベルク旧市街を囲む残存する濠の跡も公園風に整備され保存されている。
ニュルンベルク周辺部の自然地区も公園風に整備されている。レグニッツ渓谷、ハインベルク自然保護区、ペグニッツ川で区切られた森、すなわち北部のゼバルダー・ライヒスヴァルトと、ハイキングやサイクリングの目的地として人気の高地シュマウゼンブック（海抜約390メートル）がある南東部のローレンツァー・ライヒスヴァルトである。シュマウゼンブックには周囲を一望できる展望塔が立ち、夏期の日曜祝日に開放されている。この近くには、1939年から自然景観動物園（ラントシャフト・ツォー）と称される、広さ70haの動物園（ティアガルテン・ニュルンベルク）があり、イルカなどの海棲生物も飼育展示されている。さらに南にはファルツナー池やゴルトバッハ川の堤がある。

### 祭り

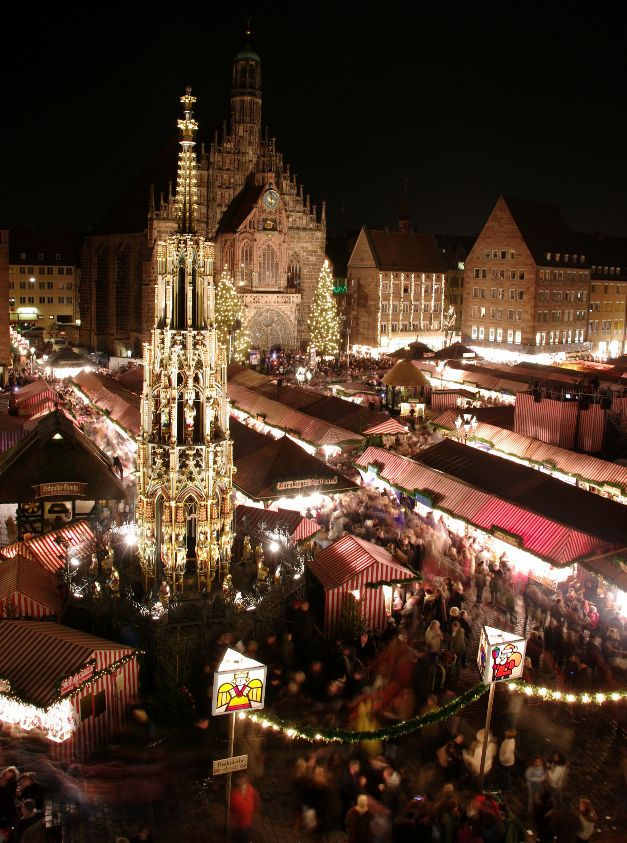
クリスマスマーケット(Christkindlesmarkt)、左手前はシェーナー・ブルンネン（美しの泉）

9月にはアルトシュタットフェスト（Altstadtfest：旧市街祭り）が開催されパレードやコンサートあるいは運河でのフィッシャーシュテッヘン（Das Fischerstechen：漁師の船上対決、二層の小舟に乗った選手が互いを棒で突いて落としあう）などの伝統行事が行われ街が賑わう。12月にハウプトマルクトとその周辺で開かれるクリスマスマーケット（クリストキンドレスマルクト）はドイツの中でも特に有名で、国内最大級の規模を誇り、世界中から観光客が集まり賑わう。

### スポーツ
ニュルンベルク市街地南東部のドゥッツェンタイヒ公園周辺にはグルンディッヒ本社とともにスポーツ施設が集中している。
- ブンデスリーガ所属のプロサッカークラブである1.FCニュルンベルクの本拠地。イージークレディット・スタディオン（e@syCredit-Stadion）を本拠地とする。2006年ドイツ FIFAワールドカップの日本対クロアチア戦も同年6月18日にここで行われた。
- バスケットボール・ブンデスリーガ（ドイツプロバスケットボールリーグ）に所属するセルバイテル・バスケッツ・ニュルンベルクはニュルンベルク・アレナがホームアリーナ。
- ドイツツーリングカー選手権(DTM)で知られるノリスリンクはイージークレディット・スタディオン近くの公道を利用したコース。

### その他
ルター派プロテスタント地域に属する。
ニュルンベルク市にあるドイツ福音主義教会 (EKD) 加盟教会の大部分はバイエルン福音ルター派教会ニュルンベルク教区に属している。レーア（ニーダーザクセン州）に本部を置く福音改革派教会に属している改革派教会も一つある。
中世以来職人の街として知られ、鉛筆を発明したシュテートラー（Städtler）〔ステッドラー社の元祖〕や、クラリネットの発明で知られる18世紀の木管楽器の名匠デンナー親子などが活躍した。
名物料理に、独特の短い粗びきソーセージである「ニュルンベルガーブラートヴルスト」があり、市内に老舗の専門店が数店ある。また、ナツメグなどのスパイスが加えられた焼き菓子「レープクーヘン」も有名。
ある伝説によれば、ニュルンベルクの近くの森に「のろわれた娘の地」といわれる所がある。昔、そこに3人の娘が住んでいて、「娘らしからぬ素行で」よそ者を誘い込み財産と命を奪っていたが、雷に打たれて死んだ。娘らは死んだが、その魂は3本の大木に乗り移り、木々が切り倒されると他の木に移っていった。梢からは誘う声が響き、誘いの合図を送る姿も見られたという。

## 人物

### 出身者
- クリスティーネ・エブナー（1277年 - 1356年）修道女。神秘主義者。
- ヴェンツェル（1361年 - 1419年）ベーメン王、ルクセンブルク公、神聖ローマ皇帝、ブランデンブルク選帝侯。
- ジギスムント（1368年 - 1437年）ハンガリー王、クロアチア王、ベーメン王、神聖ローマ皇帝、ブランデンブルク選帝侯。
- フリードリヒ1世（1371年 - 1440年）ニュルンベルク城伯、ブランデンブルク選帝侯。
- コンラート・パウマン（1409年 - 1473年）音楽家。
- ハルトマン・シェーデル（1440年 - 1514年）医師、歴史家。
- アントン・コーベルガー（1440年 - 1513年）印刷家、出版者。
- アダム・クラフト（1455年 - 1508年）彫刻家。
- マルティン・ベハイム（1459年 - 1507年）地球儀の発明者。
- ペーター・フィッシャー（1460年 - 1529年）彫金師。
- ヨハネス・ヴェルナー（1468年 - 1522年）数学者、天文学者、占星学者、地理学者、地図学者。
- アルブレヒト・デューラー（1471年 - 1528年）画家。
- ペーター・ヘンライン（1479年 -1542年）懐中時計の発明者。
- アントン・フッガー（1493年 - 1560年）商人、銀行家。
- ハンス・ザックス（1494年 - 1576年）作家、詩人、マイスタージンガー。
- ゼーバルト・ベーハム（1500年 - 1550年）挿絵家、銅版彫刻家。
- ゲオルク・ペンツ（1500年 - 1550年）マニエリスムの画家、挿絵家、銅版彫刻家。
- バルテル・ベーハム（1502年 - 1540年）画家、銅版彫刻家。
- アウグスティン・ヒルシュフォーゲル（1503年 - 1553年）ルネサンスの画家、測量技師、地図学者。
- フィルギリウス・ゾリス（1514年 - 1562年）版画家、画家。
- ヤーコプ・アイラー（1544年 - 1605年）作家。
- ヴォルフ・ヤーコプ・シュトローマー（1561年 - 1614年）市参事会員、ニュルンベルク市の建設責任者。
- バジリウス・ベスラー（1561年 - 1614年）薬剤師、植物学者、出版者。
- ハンス・レーオ・ハスラー（1564年 - 1612年）マイスタージンガー、詩人、作曲家。
- ゲオルク・フィリップ・ハースデルファー（1607年 - 1658年）詩人、ペグネジッシャー・ブルーメンオーデン（ニュルンベルクの詩人協会）の創始者。
- ヨハン・クリストフ・ヴァーゲンザイル（1633年 - 1705年）歴史家。
- ヨハン・フィリップ・クリーガー（1649年 - 1725年）作曲家、オルガニスト、楽長。
- ヨハン・パッヘルベル（1653年 - 1706年）作曲家。
- ヤコープ・シュトゥルム（1771年 - 1848年）銅版彫刻家、自然研究者。
- ゲオルク・フリードリヒ・ダウマー（1800年 - 1875年）詩人、哲学者、カスパー・ハウザーの教育者。
- ベルンハルト・モリーク（1802年 - 1869年）作曲家、ヴァイオリニスト。
- エルンスト・シュトローマー・フォン・ライヒェンバッハ（1871年 - 1952年）古生物学者、恐竜研究者。
- ヴィルヘルム・ヌセルト（1882年 - 1957年）物理学者。
- ゲオルク・ゲルシュタッカー（1889年 - 1949年）レスリング選手。
- アルベルト・ビットナー（1900年 - 1980年）指揮者。
- ヨハネス・ブランク（1904年 - 1983年）水球選手。
- マックス・グルンディヒ（1908年 - 1989年）企業家。
- フーゴ・ディストラー（1908年 - 1942年）作曲家、教会音楽家。
- マルタ・メードル（1912年 - 2001年）オペラ歌手。
- マックス・モーロック（1925年 - 1994年）サッカー・ドイツ代表選手、1954年ワールドカップ優勝チーム参加選手。
- グスタフ・メッツガー（1926年 - 2017年[48]）芸術家。
- ヘルムート・ヤーン（1940年 - ）建築家。
- ルドルフ・グライスナー（1942年 - ）チェリスト。
- ロベルト・クルツ（1943年 - ）ジャーナリスト。
- ノルベルト・シュラム（1960年 - ）フィギュアスケート選手。
- ウルリヒ・マリー（1960年 - ）ニュルンベルク市の上級市長。
- マルシャ（1966年 - ）DJ。
- マルクス・ゼーダー（1967年 - ）バイエルン州首相、キリスト教社会同盟(CSU)党首。
- アレックス・ライト（1975年 - ）レスラー。
- ハンナー・シュトックバウアー（1982年 - ）女子水泳選手。
- フフンリー・パーゲンブルク（1986年 - ）サッカー選手。
- ニコル・バイディソバ（1989年 - ）女子テニス選手。

### ゆかりの人物
- ゼバルドゥス（Sebaldus）（8世紀あるいは10/11世紀）聖人、ニュルンベルクの守護聖人 [49]。
- ファイト・シュトース（1447年 - 1533年）木彫家。
- ヴィルバルト・ピルクハイマー（1470年 - 1530年）人文主義者。
- ハンス・フォン・クルムバッハ（1480年 - 1528年）芸術家。
- ヨスト・アンマー（1539年 - 1591年）挿絵家、銅版彫刻家。
- ジグムント・フォン・ビルケン（1626年 - 1681年）詩人、作家。
- エラスムス・フィンクス（1627年 - 1694年）博識家、作家。
- マリア・ジビーラ・メーリアン（1647年 - 1717年）挿絵家、自然学者。
- ヨハン・フィリップ・パルム（1766年 - 1806年）書籍商。
- ヴィルヘルム・ハインリヒ・ヴァッケンローダー（Wilhelm Heinrich Wackenroder、1773年7月13日 - 1798年2月13日）ドイツロマン主義の著述家。『芸術を愛するある修道士の心情の吐露』（Herzensergießungen eines kunstliebenden Klosterbruders）[50]。
- ルートヴィヒ・アンドレアス・フォイエルバッハ（1804年 - 1872年）哲学者、人類学者、宗教評論家。
- カスパー・ハウザー（1812年 - 1833年）捨て子。
- ユリウス・シュトライヒャー（1885年 - 1946年）政治家。
- リヒャルト・リンドナー（1901年 - 1978年）画家。
- クルト・ロイヒト（1903年 - 1974年）レスリング選手。1928年オリンピック優勝者。
- ヤーコプ・ブレンデル（1907年 - 1964年）レスリング選手。1932年オリンピック優勝者、1937年世界選手権優勝者。
- マルティン・シェルバー（1907年 - 1974年）音楽教師、作曲家。
- ハンス・メイヤー（1942年 - ）サッカー監督。
- サンドラ・ブロック（1964年 - ）ドイツ系アメリカ人の女優。

### ニュルンベルクの歴史に影響した人物
- エッペライン・フォン・ガイリンゲン（1320年 - 1381年）盗賊騎士。
- アルブレヒト・アルキビアデス（1522年 - 1557年）ブランデンブルク＝クルムバッハ辺境伯

### ドイツ語版文献
- Eckart Dietzfelbinger, Gerhard Liedtke: Nürnberg – Ort der Massen. Das Reichsparteitagsgelände. Vorgeschichte und schwieriges Erbe., Christoph Links Verlag, ISBN 3-86153-322-7
- Eugen Kusch: Nürnberg – Lebensbild einer Stadt. Verlag Nürnberger Presse, Nürnberg 1989, ISBN 3-920701-79-8
- Franz Schiermeier: Stadtatlas Nürnberg. Karten und Modelle von 1492 bis heute. Franz Schiermeier Verlag, München 2006, ISBN 978-3-9809147-7-2
- Herbert Maas: Nürnberg – Geschichte und Geschichten. Edelmann, Nürnberg 2001, ISBN 3-87191-032-5
- Martin Schieber: Nürnberg. Eine illustrierte Geschichte der Stadt. Beck-Verlag, München 2000, ISBN 3-406-46126-3
- Michael Diefenbacher, Rudolf Endres (Hrsg.): Stadtlexikon Nürnberg. Verlag W. Tümmels, Nürnberg, 2. verb. Aufl. 2000; auch online
- Wolfgang Baumann et.al.: Der Nürnberg-Atlas, Köln 2007, ISBN 978-3-89705-533-9
- Ralf Nestmeyer: Nürnberg, Fürth, Erlangen. Ein Reisehandbuch. Michael-Müller-Verlag, 6. Auflage, Erlangen 2008, ISBN 978-3-89953-377-4

これらの文献は、翻訳元であるドイツ語版の参考文献として挙げられていたものであり、日本語版作成に際して直接参照してはおりません。

### 日本語版文献
- 若月伸一『写真紀行 ドイツ古城街道物語』（グラフィック社、1997年）ISBN 4766110072
- 芝 健介『ヒトラーのニュルンベルク 第三帝国の光と闇』（吉川弘文館歴史文化ライブラリー、2000年）ISBN 4642054901